# Història de l'Argentina entre 1943 i 1963
La Història de l'Argentina entre 1943 i 1963 s'inicia amb la formació i triomf electoral del peronisme, seguit del seu enderrocament per un cop d'estat el 1955, que va donar pas a una successió de dictadures militars i governs civils de representativitat limitada en els quals el peronisme va estar proscripte. Tot el període va estar signat per l'enfrontament entre peronisme i antiperonisme amb manifestacions d'extrema violència política. La sanció de la llei del vot femení el 1947 va permetre que fos durant aquest període que es reconegués el sufragi universal a l'Argentina.
En les eleccions de 1946 va accedir al govern Juan Domingo Perón com a candidat del Partit Laborista (organitzat per una gran quantitat de sindicats i amb un programa de justícia social), sent reelegit el 1951. El 1955, després d'un bombardeig d'avions militars a la Plaza de Mayo que va causar la mort de més de tres-centes persones, un cop d'estat va imposar una dictadura civil-militar que va prendre el nom de Revolució Alliberadora, que al seu torn va convocar eleccions proscrivint al peronisme, guanyades per Arturo Frondizi de la Unió Cívica Radical Intransigent (UCRI). Frondizi va ser també enderrocat per un cop militar el 1962, que va imposar una nova dictadura civil-militar presidida pel radical intransigent José María Guido, qui al seu torn va tornar a convocar eleccions el 1963 amb el peronisme i el frondizisme proscriptes, que guanyaria Arturo Illia de la Unió Cívica Radical del Poble (UCRP).

## Antecedents

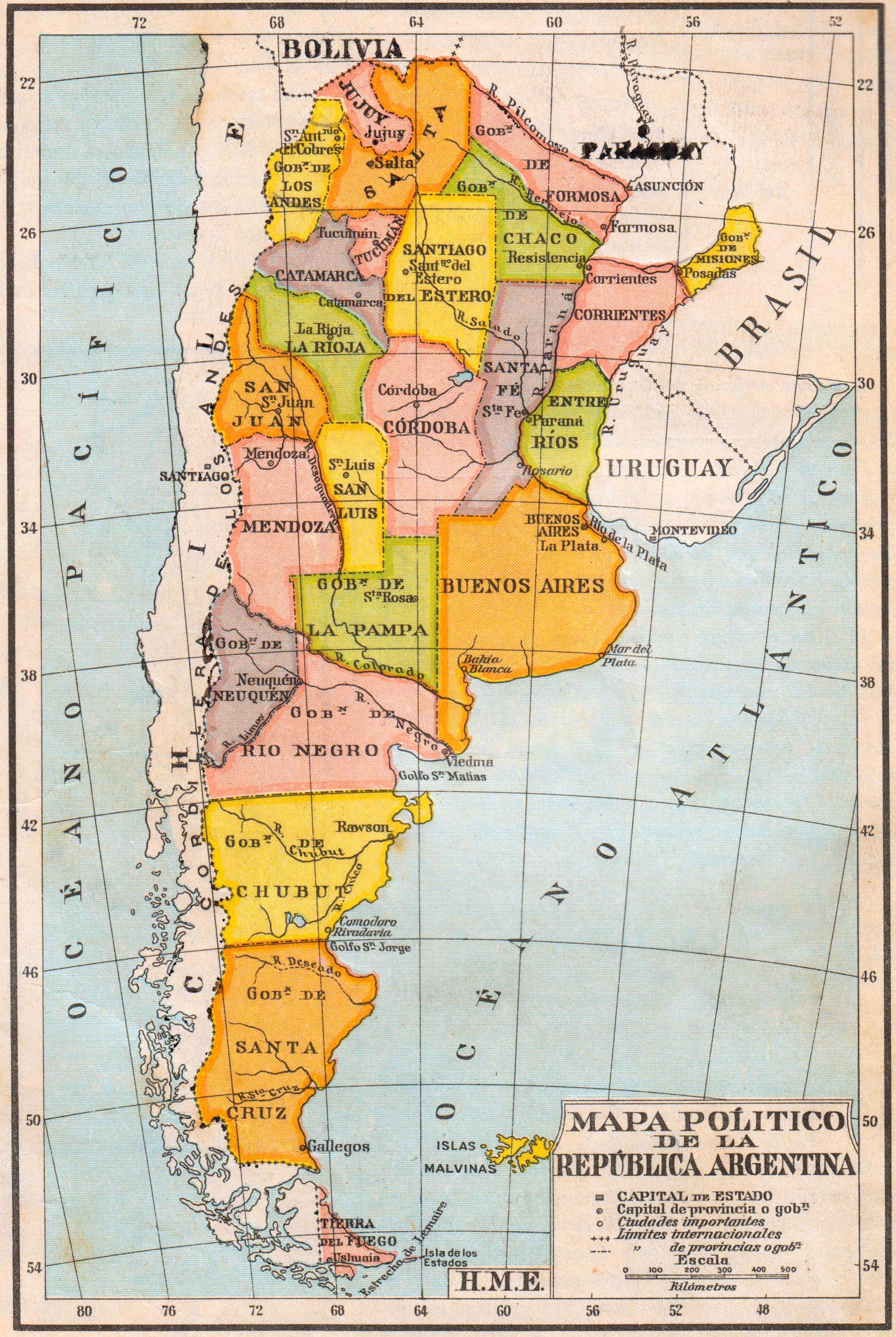
Mapa de l'Argentina, c. 1940

L'Argentina, nascuda el 1810, va travessar els seus primers 70 anys de vida sumida en continus enfrontaments militars; el període conservador que va durar fins al 1916 va presenciar un accelerat creixement econòmic, recolzat en un model agroexportador. La reforma electoral que va permetre la participació de les majories va portar al govern a la Unió Cívica Radical (UCR), mentre el sector conservador s'oposava als seus intents de reforma econòmica i social. El 1930, Hipólito Yrigoyen va ser enderrocat per un cop d'estat civil-militar afavorit per diversos factors, com la crisi econòmica de 1929, les lluites internes dins el radicalisme, el magnicidi del senador opositor Carlos Washington Lencinas que se li atribuïa, la corrupció generalitzada que denunciava la premsa, i l'edat avançada del president. Després d'un breu intent corporativista dirigit pel dictador José Félix Uriburu, va arribar a la presidència (amparat en la prohibició del radicalisme i un repetit ús del frau electoral com a eina política) una aliança del Partit Demòcrata Nacional (PDN) amb la Unió Cívica Radical Antipersonalista (UCRA) i el Partit Socialista Independent (PSI) que va portar endavant una restauració conservadora amb intervencionisme estatal.
Emparats per la impunitat que els atorgaven el recurs al frau i el suport de l'Exèrcit, els governs del període iniciat el 1932 es van veure embolicats en un clima generalitzat de corrupció, mentre intentaven salvar el sistema agroexportador tradicional sotmetent l'economia del país als dictats del capital estranger, en particular al britànic; per ambdues raons, el període va ser anomenat la «Dècada Infame». Malgrat el seu conservadorisme liberal, els governs d'Agustín Pedro Justo (conservador), Roberto Marcelino Ortiz (radical) i Ramón Castillo (conservador) van apel·lar a la planificació econòmica i la inversió pública en un grau inèdit fins llavors en la història del país; simultàniament, la crisi econòmica va obligar els consumidors a apel·lar cada vegada més a la indústria nacional per reemplaçar els productes importats. Per aquest camí, els conservadors, radicals antipersonalistes i socialistes independents van presidir un període d'accelerada industrialització, que va portar a importants canvis socials i a l'aparició d'una gran quantitat d'obrers industrials, que van migrar des de l'interior del país als suburbis de les grans ciutats, especialment al Gran Buenos Aires.
El sindicalisme argentí, sorgit en la dècada del 1870, havia iniciat una forta transformació després de les massacres obreres sofertes durant el primer govern radical, abandonant les postures revolucionàries i insurreccionals per bolcar-se cap un sindicalisme orientat a la negociació col·lectiva i el diàleg social. L'anarquisme va perdre importància i es van enfortir els corrents sindicalista revolucionària i socialista sobre la base de grans sindicats nacionals de branca, com la Unió Ferroviària (UF) (eix central del model agroexportador i principal sindicat fins a la dècada del 1960) i la Confederació General de Treballadors de Comerç (FAECYS). El 1930, els dos corrents sindicals esmentades i la comunista (de menor importància) van acordar la creació d'una central unificada que va prendre el nom de Confederació General del Treball, que es convertiria en endavant en la principal central sindical. A la dècada del 1930, el moviment sindical es va nacionalitzar; va començar a exigir l'estatització dels sectors estratègics de l'economia, va reemplaçar les banderes vermelles per banderes de color blau cel i blanc i va començar a cantar l'himne nacional en els actes. Així mateix el sindicalisme va començar a negociar amb l'Estat per gestionar serveis com la salut dels treballadors i el turisme social, que van anomenar «obra social».
El ràpid creixement de les empreses industrials durant la dècada del 1930 va fer créixer numèricament la classe obrera, que mai havia estat molt nombrosa, fins a convertir-se en el sector majoritari de la població. El Partit Socialista, per la seva banda, relegava l'accés dels sindicalistes a les direccions partidàries. Amb algunes excepcions, la dictadura i els governs fraudulents de la dècada infame no van donar resposta a la transformació sindical en curs ni al creixement de la classe obrera, i va seguir considerant als sindicats com un assumpte marginal i generalment policial.
La incapacitat política dels sectors liberals i conservadors, freqüentment associats amb l'oligarquia i el capital britànic, per arribar al govern per mitjans democràtics o mantenir-lo sense frau, així com la persistent crisi econòmica i la sensació de corrupció generalitzada, va desprestigiar massivament als governs de la dècada infame. El nacionalisme, que ja havia pres importància des de pràctiques polítiques anteriors com el yrigoyenisme, un sector del socialisme (Palacios, Ugarte), l'antimperialisme i la Reforma universitària, es va consolidar a la dècada del 1930, amb l'adhesió de gran part del sindicalisme, sectors de l'Església catòlica, sectors juvenils de la Unió Cívica Radical (Lebensohn, Frondizi, Sabattini, FORJA) i les denúncies contra les operacions britàniques del Partit Demòcrata Progressista, liderat per Lisandro de la Torre. Fins als sectors conservadors, tradicionalment lligats de manera quasi-colonial amb Gran Bretanya, van desenvolupar corrents nacionalistes; el més conegut va ser el governador de Buenos Aires, Manuel Fresco, simpatitzant del feixisme i autor de l'expressió «frau patriòtic».
La dècada del 1930 es va conformar així amb un gran nombre de grups nacionalistes i liberals, que podien simpatitzar tant amb les dictadures o les democràcies, el capitalisme o el socialisme, o models europeus en voga en aquella època com l'estalinisme rus, el feixisme italià, el nazisme alemany, el franquisme espanyol, o el republicanisme «vermell» també espanyol. En alguns casos, els grups nacionalistes recorrien a exemples llatinoamericans, com la Revolució mexicana o el sandinisme nicaragüenc.
A la dècada del 1930, el partit polític majoritari era la Unió Cívica Radical, liderat per Marcelo Torcuato de Alvear. Només mitjançant el frau sistemàtic podia evitar el règim que la UCR triomfés a les eleccions nacionals, tot i que no va poder evitar que guanyés en províncies com Córdoba. Però l'alvearisme no proposava un projecte alternatiu al del govern i en alguns casos va ser còmplice d'escandalosos casos de corrupció. Aquesta actitud va portar a la formació d'un considerable sector intern, principalment de joves, que van lluitar durant anys per prendre el control del partit, mentre altres acabarien per rebutjar la seva identificació amb el mateix.
Els altres dos partits opositors, el Partit Socialista i el Partit Demòcrata Progressista, van fracassar a estendre la seva influència fora de la Capital Federal i la província de Santa Fe, respectivament. El Partit Comunista va quedar lligat a les contradictòries decisions que el va obligar a prendre la política exterior de la Unió Soviètica, especialment a partir de l'esclat de la Segona Guerra Mundial.
L'Exèrcit, identificat des de finals del segle xix amb l'eficiència militar prussiana, va quedar profundament afectat per l'esclat el 1939 de la Segona Guerra Mundial, durant la presidència del radical Roberto Marcelino Ortiz. Encara que part de l'oficialitat preferia identificar-se amb la Gran Bretanya, ni aquest sector, ni els diversos sectors nacionalistes van donar suport a la pretensió de part del govern entrar a la guerra, quan cap altre país americà havia entrat en guerra. A més, Argentina tenia una tradició neutralista i d'oposició a les guerres, que s'havia manifestat en el famós llibre de Juan Bautista Alberdi, El crim de la guerra, on s'avança a les postures antibel·licistes que es multiplicarien des de la Primera Guerra Mundial, conflicte en el qual els presidents Victorino de la Plaza (conservador) i Hipólito Yrigoyen (radical) van mantenir la neutralitat contra totes les pressions.
Fins al 1941, els Estats Units també va promoure la neutralitat, a causa que aquest país havia decidit mantenir-se neutral. El senador Harry Truman deia poques setmanes abans de ser atacats pel Japó que «si veiem que Alemanya està guanyant hem d'ajudar a Rússia, i si veiem que Rússia està guanyant hem d'ajudar a Alemanya, i d'aquesta manera deixem que ells matin tants com puguin».
Però Estats Units va ser atacat aquest any pel Japó i això va obligar-lo a entrar a la guerra, pressionant als països llatinoamericans perquè també entressin a la guerra. La majoria ho van fer, però Argentina era l'únic país americà sobre el que Estats Units no tenia una influència determinant. Per la seva banda, Gran Bretanya, amb la qual el govern mantenia una relació que el mateix partit de govern va qualificar-lo de colonial, exigia que Argentina es mantingués neutral per poder abastir-la d'aliments. Gran Bretanya va denunciar que els Estats Units pressionava a l'Argentina a entrar en guerra per fer mal a la Gran Bretanya i reemplaçar la dominació britànica per la dominació estatunidenca. De fet, així va passar.
El 1942 i 1943 van morir els dos líders que dominaven la vida política argentina: el radical Marcelo Torcuato de Alvear i el militar conservador Agustín Pedro Justo. Tant els dos principals partits polítics com les forces armades van quedar fragmentats en desenes de grups interns sense lideratges clars. Poc després, el president Castillo va anunciar que el candidat del règim seria Robustiano Patrón Costas. Patrón Costas era un milionari salteny considerat «oligarca» pels partits populars, situat en el sector més reaccionari del règim i partidari d'entrar en guerra. L'elecció fraudulenta de Patrón Costas i l'entrada en guerra de l'Argentina era imminent.
El fet concret que va desencadenar el cop militar va ser la renúncia que el president Castillo li va exigir el 3 de juny al seu Ministre de Guerra, el general Pedro Pablo Ramírez, per haver-se entrevistat el 26 de maig amb un grup de dirigents de la Unió Cívica Radical que li van oferir la candidatura a president en les eleccions que s'acostaven, encapçalant la Unió Democràtica, una aliança que l'ala moderada del radicalisme (els unionistes) estava tractant en aquells dies de concretar al costat del Partit Socialista i el Partit Demòcrata Progressista amb suport del comunisme.
L'endemà, el 4 de juny de 1943, las forces armades van enderrocar al govern fraudulent de Castillo, el mateix dia en què anava a anunciar la candidatura de Patrón Costas.

## La Revolució de 1943

### La dictadura de juny

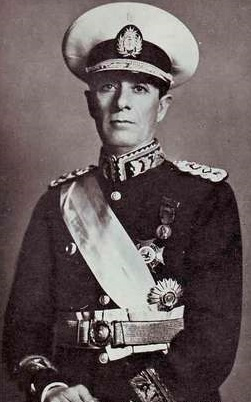
Pedro Pablo Ramírez

La dictadura va estar inicialment al comandament del general liberal Arturo Rawson, integrant del grup conegut com «els generals de Jousten», pel nom del restaurant-hotel on militars i radicals es reunien per organitzar el cop d'estat. Quan Rawson va anunciar que el seu gabinet inclouria membres del règim deposat i de la dictadura d'Uriburu, es va produir un altre cop d'estat, que va impedir que assumís el càrrec formalment. Quan el 1945 es va realitzar la Marxa de la Constitució i la Llibertat, la multitud es va aturar a la casa de Rawson per expressar-li el seu suport.
Alguns historiadors solen atribuir una forta influència en el cop a una lògia secreta (el Grup d'Oficials Units, GOU), existint diverses versions sobre el seu significat i la composició. Altres historiadors consideren que el GOU no va tenir una influència decisiva en el cop i era només un dels molts àmbits que s'utilitzaven per licitar pel poder dins del règim militar. Finalment alguns pocs historiadors, com Rogelio García Lupo, sostenen que no hi ha proves de l'existència del GOU i que es va tractar d'un relat inventat per Juan Domingo Perón, per enfortir la seva ubicació relativament marginal dins del govern.
El 7 de juny va assumir com a President el general Pedro Pablo Ramírez. Si bé el gabinet va estar integrat per militars dels diversos grups que pugnaven a les forces armades i de totes les ideologies, van predominar els ministres nacionalistes i catòlics, aquests últims a càrrec del Ministeri d'Educació, on van designar alguns funcionaris que eren obertament simpatitzants del feixisme, el que li va alienar la voluntat de gran part dels grups polítics liberals, en particular els vinculats al moviment estudiantil de Buenos Aires (FUBA), que van identificar ràpidament a tot el govern amb el feixisme. Tot i la ràpida eliminació dels més notoris feixistes de les posicions de responsabilitat, gran part dels opositors es negarien a abandonar la creença que es tractava d'una dictadura feixista. La propaganda en contra del govern, principalment per part dels Estats Units, i la identificació tradicional de les classes altes amb l'economia britànica i la cultura francesa van enfortir aquesta creença, encara que un sector molt important de la classe alta i de la cultura francesa va adherir també al feixisme.
Alguns radicals que inicialment havien donat suport a la revolució es van allunyar ràpidament del govern, unint-se també als que ho consideraven una varietat criolla de feixisme. Però altres dirigents radicals i conservadors van acceptar nomenaments en el govern de Ramírez i en el de Farrel, i van donar suport a diferents àrees del govern amb els seus respectius grups polítics. En particular, des del novembre de 1943, una gran quantitat de dirigents sindicals d'ideologia socialista i sindicalista revolucionària començarien a donar suport a la política laboral que portarien endavant el coronel Juan Domingo Perón i a formar part del govern.

### La participació sindical
L'agost de 1943, un grup dirigents sindicals socialistes, sindicalistes revolucionaris, comunistes i trosquistes de la CGT i de la USA (Borlenghi, Bramuglia, Gay, Domenech, Orozco, Bonilla, Montiel, Perelman, Stordeur) va prendre contacte amb el coronel Domingo Mercante, qui al seu torn va recomanar la presència del seu amic Juan Domingo Perón, per tal d'establir un nucli de poder sindical dins del govern militar per impulsar mesures en favor de la classe obrera. El grup va aconseguir enfilar al novembre a Perón primer al insignificant Departament de Treball, promogut un mes després al rang de secretaria d'Estat. A l'any següent el socialista Juan Bramuglia seria designat Cap del Departament de Previsió Social i per primera vegada un dirigent d'extracció sindical arribava al poder de l'Estat. En els mesos següents, la Secretaria de Treball va aconseguir promoure un procés de negociació col·lectiva sense precedents que es va concretar en la signatura de centenars de convenis col·lectius de treball. També es van dictar normes que responien a reclams llargament sostinguts pel moviment obrer, com ara la generalització de la jubilació i les vacances pagades, els tribunals de treball i l'Estatut del Peó Rural. La Secretaria també va portar endavant una activa política d'inspeccions de treball que va aconseguir el compliment de moltes lleis laborals sancionades amb anterioritat, però que no eren complertes en els fets. Si bé amb desconfiança, i tractant de mantenir la seva autonomia, els sindicalistes van donar suport en general al govern; els treballadors industrials (i també els del sector de serveis) es van identificar ràpidament amb la persona de Perón.
Quan el general Ramírez finalment es va veure obligat a trencar relacions amb l'Alemanya nazi, la crisi subsegüent entre els membres de l'Exèrcit va portar a la seva renúncia, sent reemplaçat pel vicepresident Edelmiro J. Farrell. Amb el poder obtingut per la seva gestió a l'àrea laboral i sindical, Perón va ser nomenat vicepresident i ministre de Guerra, retenint també la secretaria de treball. Des del seu nou paper, va controlar el desenvolupament del moviment sindical, guanyant-se el suport dels treballadors amb mesures a favor seu, i va desplaçar als militars filofeixistes i aliadòfils, atorgant tots els comandaments de tropes i càrrecs polítics exclusivament a militars del grup neutralista; a més, va incorporar dirigents polítics radicals i alguns conservadors al govern, desplaçant als corporativistes i els catòlics més decidits a implantar una «nació catòlica».

### La crisi de 1945

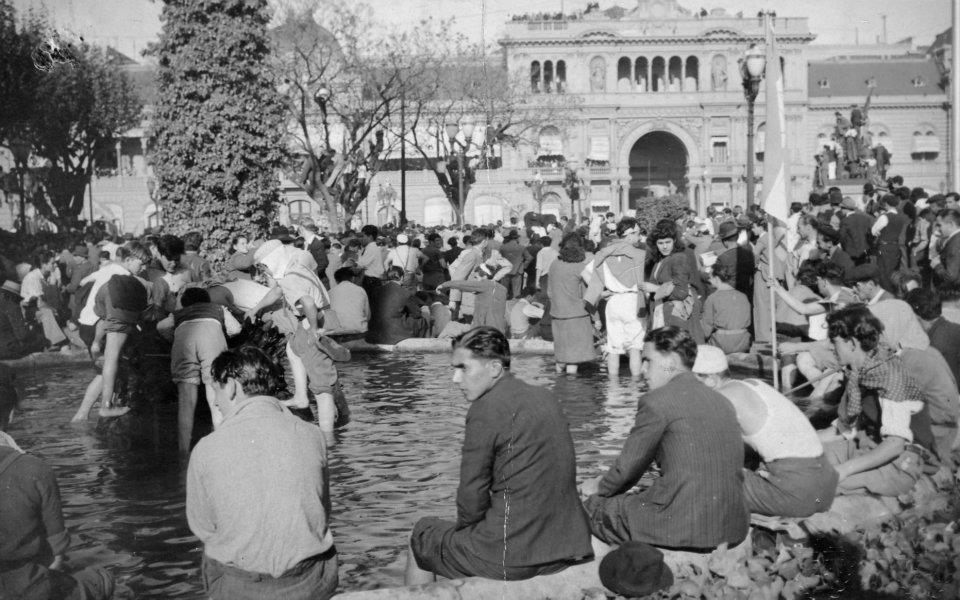
El peronisme va néixer amb la manifestació del 17 d'octubre de 1945

L'últim any de la guerra li va atreure tota mena de complicacions a la dictadura; es va veure progressivament enfrontada als Estats Units, amb Gran Bretanya (que sostenia la neutralitat argentina) sobrepassada pels Estats Units, enfrontada a les protestes dels que exigien eleccions lliures immediatament, enfrontant també el lobby empresarial que exigia la derogació de les lleis laborals, recolzada per un sector de l'Exèrcit i grups aïllats de radicals, però també, com s'aniria veient en el curs de l'any, per una majoria creixent de la classe obrera i els sindicats, que fins llavors estaven considerablement marginats del sistema polític. Farrell, per consell de Perón, va precipitar la declaració de guerra a l'Eix pocs dies abans que acabés la guerra, amb el cost de ser fortament criticat pel sector militar neutralista del govern. Al mes següent, Argentina va signar l'Acta de Chapultepec. L'oposició, l'empresariat, la Societat Rural Argentina i l'ambaixada dels Estats Units buscaven desprestigiar al govern tractant-lo de «feixista». La desqualificació mitjançant l'aplicació de l'etiqueta de «feixista» també era utilitzada pel Partit Comunista, que denunciava al Partit Socialista com «social-feixista».
L'oposició va passar llavors a l'ofensiva, exigint a la dictadura seva immediata sortida i la derogació de les lleis laborals; la pressió dels Estats Units va augmentar, i les acusacions de «nazisme» es van generalitzar a tot el món.
El 16 de juny, l'oposició va començar l'ofensiva amb el famós Manifest del Comerç i la Indústria en el qual 321 organitzacions patronals, liderades per la Borsa de Comerç i la Cambra Argentina de Comerç qüestionaven durament la política laboral. La principal queixa del sector empresarial era que s'estava creant «un clima de recels, de provocació i de rebel·lia, que estimula el ressentiment, i un permanent esperit d'hostilitat i reivindicació».
El moviment sindical, en el qual encara no predominava el suport obert a Perón, va reaccionar ràpidament en defensa de la política laboral i, el 12 de juliol, la CGT va organitzar un multitudinari acte sota el lema «Contra la reacció capitalista». Segons l'historiador radical Félix Lluna, aquesta va ser la primera vegada que els treballadors van començar a identificar-se com «peronistes». La classe obrera peronista va aixecar la bandera de la justícia social contra una oposició a la qual considerava al servei de «l'oligarquia» i els «vendepatria».
D'altra banda, la intransigència del bloc antiperonista va tancar també la possibilitat d'una sortida honrosa per Farrell, que va sostenir a Perón per guanyar temps. Al setembre es va realitzar la Marxa de la Constitució i la Llibertat, a on tot l'arc opositor va marxar pel centre de Buenos Aires exigint el lliurament del poder a la Cort Suprema. La composició social de la mateixa, principalment de membres de la classe mitjana i alta, també va portar al fet que es coregessin consignes de repudi a la política social i laboral impulsada per Perón, el qual era també rebutjat per les seves evidents ambicions polítiques, que significaven una possibilitat de continuisme polític de la dictadura.
En sintonia amb la polarització social, el moviment estudiantil expressava la seva oposició amb la consigna «no a la dictadura de les espardenyes», mentre el moviment obrer responia amb «espardenyes sí, llibres no».
El 8 d'octubre, quan les forces militars de Campo de Mayo, al comandament del general Eduardo Ávalos (un dels líders del GOU), van exigir la renúncia i detenció de Perón. El 12 d'octubre, Perón va ser detingut i portat a l'Illa Martín García. En aquest moment, els líders del moviment opositor van tenir el país i el govern a la seva disposició. «Perón era un cadàver polític» i el govern, presidit formalment per Farrell, estava en realitat en mans del general Ávalos qui va assumir com a Ministre de Guerra en reemplaçament de Perón i només pretenia lliurar el poder als civils al més aviat possible.
El 8 d'octubre, es produeix un nou cop d'estat conduït per un dels líders del GOU (el general Eduardo Ávalos, al comandament de les forces militars de Campo de Mayo), amb el suport del principal líder radical, Amadeo Sabattini. Els colpistes van exigir la renúncia de Perón de tots els seus càrrecs i la seva detenció. Abans de renunciar, Perón va parlar per ràdio als treballadors de tot el país. L'11 d'octubre, els Estats Units va demanar a Gran Bretanya que deixés de comprar béns argentins durant dues setmanes per produir la caiguda del govern. El 12 d'octubre, Farrell va ordenar l'arrest de Perón, pressionat per l'Armada (força que el va detenir sota el seu poder a l'illa Martín García).
Entusiasmats per la victòria que ja creien aconseguida, els conservadors es van llançar a una segona restauració conservadora; alguns funcionaris i la gran majoria de les empreses van anunciar l'anul·lació dels beneficis socials i laborals atorgats per Perón, i Ávalos va encarregar a un respectable funcionari judicial formar un gabinet conservador. La tensió en aquests dies va arribar a un punt tal que el líder radical Amadeo Sabattini va ser escridassat per «nazi» a la Casa Radical, un gegantí acte civil va atacar el Cercle Militar (12 d'octubre), i un grup paramilitar va arribar a planejar l'assassinat de Perón.
Mentrestant, la indefinició política dels colpistes va donar temps als dirigents sindicals i quadres de base alineats amb Perón (que no havien estat detinguts), a organitzar una mobilització obrera per exigir el seu alliberament. El 15 d'octubre, el sindicat de la indústria sucrera es va declarar en vaga en solidaritat amb Perón. El 16 d'octubre, la CGT (per escassa diferència), va decretar la vaga general per al dia 18. Però va succeir també que aquest mateix dia 16 d'octubre era dia de cobrament de la quinzena, produint un fet que Félix Lluna relata de la següent manera:
| « | En anar a cobrar la quinzena, els obrers es van trobar que el salari del festiu 12 d'octubre no es pagava, tot i el decret signat dies abans per Perón. Forners i tèxtils van ser els més afectats per la reacció patronal. Vagin a reclamar-li a Perón! - era la sarcàstica resposta. | » |

El 17 d'octubre, una immensa manifestació de treballadors a la Plaça de Mayo, arribats des dels suburbis de Buenos Aires, va exigir la llibertat de Perón i la conservació de les conquestes socials. Els colpistes es van veure sorpresos per la mobilització d'un sector social marginat que no era tingut en compte. El nou ministre, Vernengo Lima, va arribar a proposar l'ús de les armes contra la multitud. Finalment, la pressió obrera va obligar a la dictadura a alliberar a Perón, que gairebé a la mitjanit va donar un discurs des d'un dels balcons de la Casa Rosada agraint «als treballadors» i demanant-los que es mantinguessin units. El dia seria d'ara endavant recordat com la principal data del peronisme i denominat «Dia de la Lleialtat».

### Les eleccions: Braden o Perón

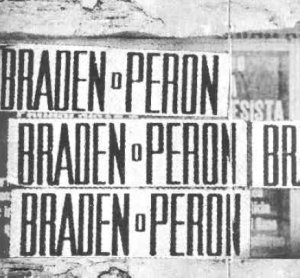
Cartells de la campanya «Branden o Perón»

En els dies següents, Farrell va reposar als amics de Perón en els llocs claus del seu govern. Alliçonats per la fracassada restauració conservadora, els sindicalistes van formar el Partit Laborista, i els radicals peronistes la Unió Cívica Radical Junta Renovadora, que va donar suport a la candidatura presidencial de Perón. L'oposició es va aglutinar en una Unió Democràtica, que va presentar la candidatura presidencial de José Pedro Tamborini. Per als altres càrrecs, els partits opositors van presentar llistes separades.
El successor de Perón a la Secretaria de Treball, el coronel Domingo Mercante, va anunciar diverses mesures inspirades per Perón, que afavorien als treballadors; entre elles van ser especialment notables l'obligatorietat de la paga extraordinària de cap d'any i les vacances pagades. Algunes empreses es van negar a pagar la paga extraordinària, amb la qual cosa van afavorir el vot peronista dels seus empleats.
Pocs dies abans de les eleccions, l'ex-ambaixador estatunidenc Spruille Braden, que havia reunit el suport de tots els opositors al govern durant la seva breu estada a l'Argentina, va fer publicar un Llibre Blau en què acusava a Perón de nazi. El peronisme va respondre empaperant el país amb la senzilla consigna «Braden o Perón», i tot just tres dies abans de les eleccions va publicar un Llibre Blau i Blanc en què denunciava la intervenció estatunidenca a la política dels països d'Amèrica Llatina.
El 24 de febrer, Perón va triomfar amb gairebé un 53% dels vots, contra un 43% de Tamborini. El triomf de les llistes peronistes en les eleccions legislatives va ser encara més ajustat (amb prou feines va obtenir un 45,6%), però per la seva àmplia distribució nacional i per la dispersió del vot opositor va obtenir 109 de les 158 banques en joc a la Cambra de Diputats i 28 dels 30 senadors. Després de ser reincorporat a l'Exèrcit i ascendit al grau de general, Perón va assumir la presidència el 4 de juny de 1946, tercer aniversari de la revolució de 1943.

## Les presidències de Perón

### Les reformes socials i econòmiques

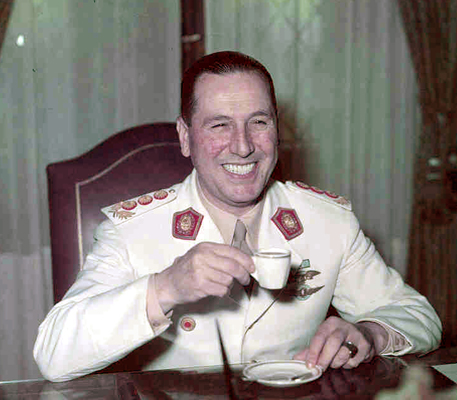
Juan Domingo Perón

L'arribada del peronisme al poder en democràcia es va produir en plena postguerra mundial, amb Europa en ruïnes i necessitada d'aliments, i amb un important saldo creditor en favor de Gran Bretanya. Aquest país va declarar la seva iliquiditat (amb el que el deute només podia pagar-se amb moneda o béns britànics) i va devaluar la lliura, liquant part del deute. De manera que el govern peronista, tement una nova devaluació, es va afanyar a adquirir empreses de serveis públics de capital britànic; principalment es va obtenir la nacionalització dels ferrocarrils privats, mesura llargament reclamada per nacionalistes com els que havien format FORJA (Fuerza de Orientación Radical de la Joven Argentina), i que va ser anunciada com una conquesta de sobirania i independència econòmica. També es va crear la Flota Mercant, que va arribar a ser la quarta del món, i es va formar Aerolíneas Argentinas, donant-li al país transports aeris propis. Es van iniciar importants plans d'habitatge, i enormes inversions en salut, educació i energia.
El model econòmic peronista estava orientat a la industrialització per substitució de les importacions i l'expansió del consum intern. Una industrialització accelerada i una política orientada a l'augment sostingut dels salaris industrials va resultar en un augment significatiu del nivell de vida i del consum intern, que va retroalimentar la industrialització. El govern peronista va nacionalitzar el Banc Central i va garantir tots els dipòsits bancaris, de manera que es va poder orientar les inversions per a finançar l'adquisició de béns industrials i també béns de consum durables. El primer pla quinquennal de 1946 intentava regular i incentivar la producció industrial.
Els salaris reals van augmentar un 50% entre 1945 i 1948, al que cal sumar un augment considerable del percentatge de treballadors assalariats amb ocupacions formals i salaris acordats en paritàries entre patrons i sindicats; així, la participació dels salaris en el PIB va arribar al 53% el 1948.
Per primera vegada, s'aplicava a l'Argentina una política d'estat del benestar: es van estendre els drets socials, com períodes de vacances i descans. Una gran part de la població va poder accedir per primera vegada a un nivell de vida digne, que incloïa també diversions com ara viatges, restaurants i cinemes.
La substitució d'importacions ampliava el mercat intern i disminuïa la dependència d'importacions, però no va resultar suficient per equilibrar la balança de pagaments, ja que va requerir augmentar les importacions de béns de capital. Una part important de les divises necessàries va ser aportada pel monopoli del comerç exterior de grans i carns, que va recaure en l'Institut Argentí de Promoció de l'Intercanvi (IAPI); aquest eliminava la intermediació de les grans empreses exportadores, però la diferència no redundava en benefici dels exportadors, sinó l'Estat. Va arribar a pagar un 50% del preu internacional del blat al mercat intern, amb la qual cosa va resultar encara més perjudicial per als productors que les empreses exportadores. Així i tot, els alts preus internacionals van mantenir alta la rendibilitat dels productors, almenys fins a l'any 1950, i el IAPI va atorgar importants subsidis als petits productors i industrialitzadors: poc menys de 10 milions de pesos.
Un aspecte molt conegut de la política peronista va ser la gestió en salut; el ministre del ram, Ramon Carrillo, va duplicar el nombre de llits d'hospital, i amb campanyes molt agressives va aconseguir l'erradicació completa del paludisme i la sífilis. Va reemplaçar el concepte de salut com no-malaltia amb els conceptes de sanitarisme, medicina social i prevenció en salut.

### Evita

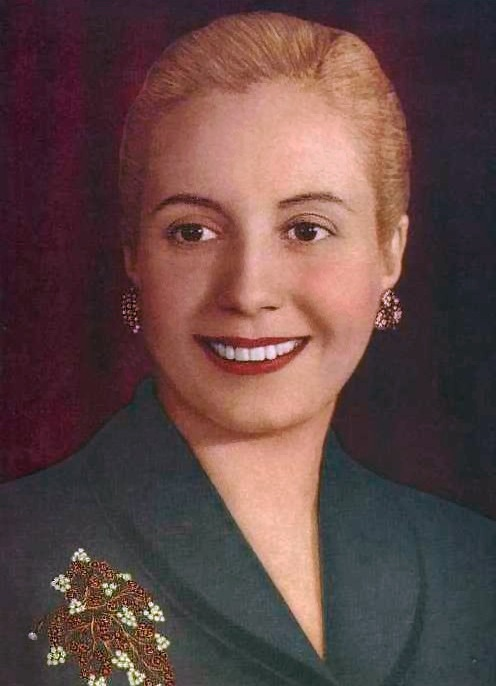
María Eva Duarte de Perón, «Evita»

L'esposa de Perón va tenir una actuació molt destacada des de la campanya presidencial, durant la qual va promoure el sufragi femení, que s'aconseguiria amb el seu suport a fins de 1947. Aquest any va realitzar una gira per diversos països d'Europa, com a ambaixadora de bona voluntat. Durant la mateixa va conèixer els sistemes d'ajuda social de postguerra, que va començar a aplicar al seu retorn a l'Argentina; al juliol de l'any següent va crear la «Fundació Eva Perón», des de la qual es va realitzar una immensa tasca d'ajuda social, centrada sobretot en la gent gran, les dones i les famílies més pobres. Ella mateixa dedicava gran part del seu temps a rebre personalment les comandes d'ajuda i ordenar el lliurament d'allò que se sol·licitava.
La Fundació va realitzar un ampli espectre d'activitats socials, des de la construcció d'hospitals, asils, escoles, colònies de vacances, fins a l'atorgament de beques per a estudiants, ajudes per a l'habitatge i promoció de la dona en diverses facetes. A més de roba i menjar, va lliurar gran quantitat de frigorífics i màquines de cosir, elements considerats clau per promoure l'economia familiar; l'oposició criticava durament el lliurament massiva de pa dolç i sidra durant les festes nadalenques.
Els fons de la Fundació provenien de diferents fonts; directament de l'Estat Nacional, de descomptes obligatoris en els salaris i de donacions d'empreses provades, moltes de les quals van denunciar que eren forçades a fer-les, ja que en cas de negativa s'enfrontaven traves burocràtiques i financeres sistemàtiques.
El prestigi d' «Evita» entre les bases peronistes va ser de tal magnitud, que la CGT va promoure la seva candidatura a la vicepresidència per a les eleccions de l'any 1951, però Eva va renunciar en un gran acte públic a aquesta pretensió; en part per pressió dels militars (que consideraven inacceptable la seva presència) i en part pel seu delicat estat de salut, que la població desconeixia.
La malaltia d'Eva Perón es va fer pública poc abans de les eleccions que portarien al seu espòs a la reelecció. Un càncer d'úter va causar la seva mort als 33 anys el 1952. El seu funeral va marcar una fita en la història de l'Argentina; va rebre els honors d'un president en exercici, el seu seguici fúnebre va ser presenciat en els carrers de Buenos Aires per gairebé tres milions de persones, i el seu funeral va durar setze dies. El seu cos va ser embalsamat i mantingut en exposició.

### L'oposició

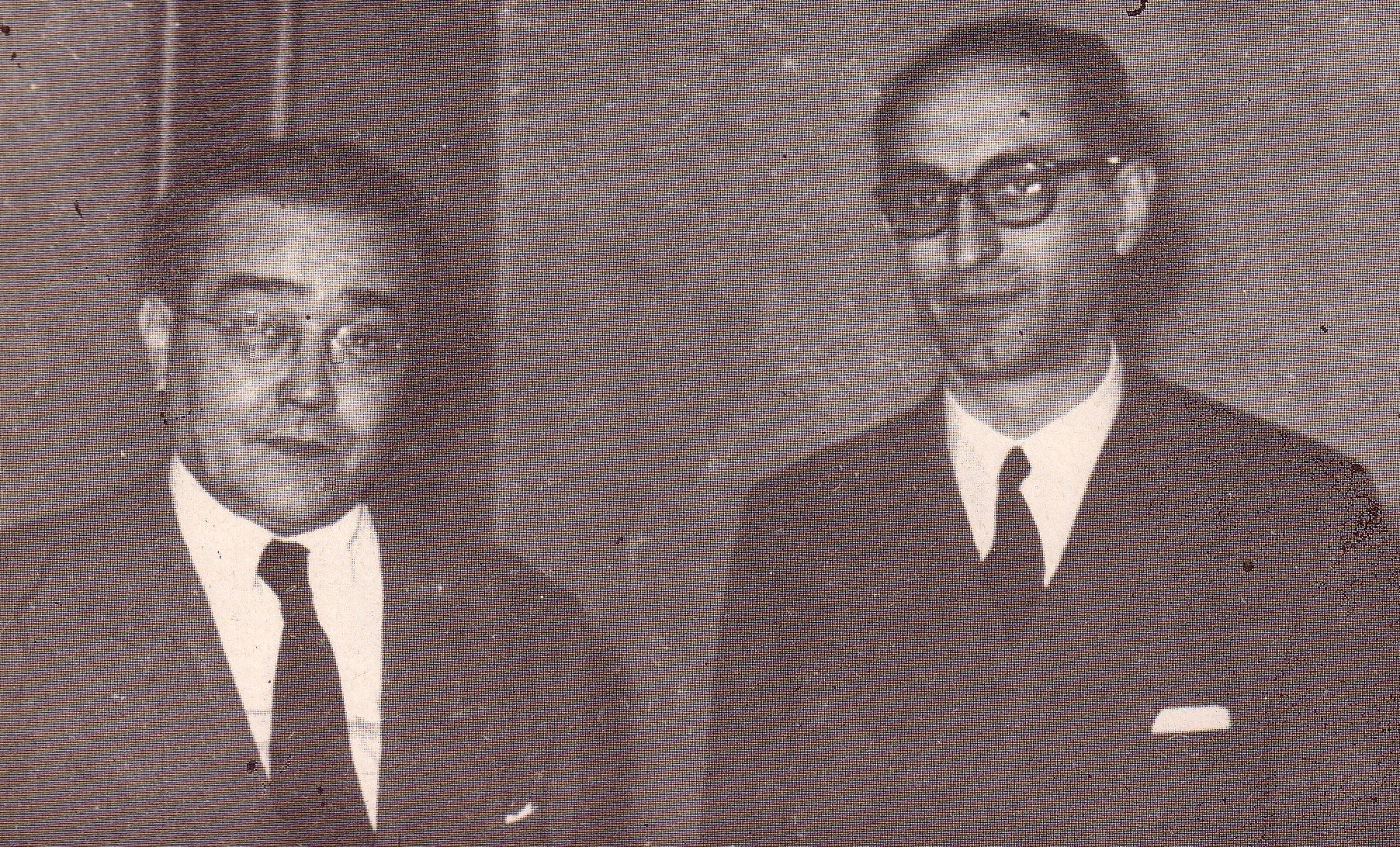
Ricardo Balbín i Arturo Frondizi el 1946, President i vicepresident del Bloc dels 44. Quan Balbín va anar a la presó, Frondizi va presidir el bloc

Després de l'ampli triomf electoral del peronisme en eleccions lliures, l'oposició es va reconfigurar. Cap dels partits d'oposició nacionals va aconseguir guanyar alguna província. Tant els conservadors (PDN i UCRA) com els partits obrers (PS i PC), van reduir la seva representativitat fins al punt que cap dels seus candidats va resultar elegit. La Unió Cívica Radical (UCR) va ser l'únic partit opositor nacional que va obtenir càrrecs a la Cambra de Diputats. No obstant això la UCR va aprofundir la divisió entre el sector tradicional alvearista-unionista que dirigia el partit i els sectors juvenils organitzats en el Moviment de Intransigència i Renovació (MIR), molt crítics de l'estratègia electoral del unionisme.
Els radicals unionistes es van fer forts en la conducció del partit i van adoptar una postura d'oposició absoluta al peronisme, qualificant-lo com feixisme, deslegitimant els seus actes i promovent actes de terrorisme i colpisme. Els radicals intransigents es van fer forts en la conducció del bloc parlamentari (conegut com a Bloc dels 44) i van adoptar una postura d'oposició crítica, donant suport en línies generals les mesures socials i laborals del peronisme, així com la seva política de nacionalisme econòmic, però qüestionant els actes autoritaris.
Gran part de l'oposició es va considerar antiperonista i en molts casos va desconèixer legitimitat al govern triat en 1946, organitzant actes de terrorisme i cops d'estat. Entre els actes terroristes antiperonistes es van destacar l'atemptat a la Plaça de Mayo del 15 d'abril de 1953 (on van ser assassinades sis persones), l'intent de cop d'estat de 1951, el bombardeig de la Plaça de Mayo de 1955 (on van ser assassinades 308 persones), i un nombre indeterminat que no van poder ser reconeguts, i el cop d'estat de 1955 que va enderrocar al govern constitucional i va iniciar un llarg període de proscripcions polítiques i violència.

### El Poder Legislatiu
A la Cambra de Diputats es van formar dos blocs: el bloc peronista (majoritari) i el bloc radical (minoritari). Aquest últim va ser conduït pel Moviment de Intransigència i Renovació (MIR), en contra de l'orientació unionista que conduïa la UCR.
Va haver-hi forts confrontacions entre diputats peronistes i radicals. El diputat radical Ernesto Sammartino va qualificar en un debat als peronistes com «al·luvió zoològic» i la Cambra el va expulsar per mala conducta. El mateix va passar amb altres dos diputats radicals: Atilio Cattáneo i Agustín Rodríguez Araya.
A la Cambra de Senadors, el cos no va aprovar els diplomes dels senadors que representaven a la província de Corrientes, única província governada per l'oposició a causa d'un pacte entre el conservadorisme local i la UCR després de les eleccions provincials.
El 1948 es van celebrar eleccions legislatives, guanyades novament amb amplitud pel peronisme. El Partit Peronista i la UCR van obtenir respectivament 53 i 23 diputats cadascun. Dues forces van aconseguir representació nacional: el Front Obrer Peronista Revolucionari (sostingut pel sindicalisme tucumà) i el Partit Demòcrata Nacional (conservador), cadascun d'ells amb un diputat.
El 1949, el diputat radical Ricardo Balbín va convocar a la població a fer una revolució que enderroqués al govern peronista, fet que va portar al seu desaforament i detenció.
El 1950 no hi va haver eleccions, ja que els mandats van ser prorrogats constitucionalment per dos anys. La Unió Cívica Radical va decidir no acceptar la norma constitucional i els seus representants van abandonar els seus càrrecs al Congrés Nacional.

### El Poder Judicial
La Cort Suprema s'havia involucrat en les lluites polítiques, elaborant una doctrina de justificació dels cops d'estat i tolerant el frau electoral durant la Dècada infame.
Un cop triat, el Congrés de la Nació, va posar en marxa el mecanisme del judici polític, acusant quatre membres de la Cort Suprema (Antonio Sagarna, Benito Nazar Anchorena, Francisco Ramos Mejía i Roberto Repetto) per haver dictat les acordades de 1930 i 1943 que van legitimar les dictadures que es van instal·lar al poder en aquests dos anys, denominant-les «governs de facto». La Cambra de Senadors va considerar que haver legitimat les dictadures va constituir la causal de mal exercici per part dels jutges imputats i va remoure dels seus càrrecs a Sagarna, Nazar Anchorena i Ramos Mejía, mentre que Repetto havia renunciat per raons de salut abans que assumís el govern constitucional. Segons el constitucionalista Celso Ramón Lorenzo, era «la primera vegada que s'atacava al capdavant del Poder Judicial de la nació al sol efecte de gaudir d'un tribunal suprem addicte a les polítiques del govern de torn».
Per ocupar els quatre càrrecs vacants en la Cort Suprema, el Poder Executiu, amb acord del Senat, va nomenar els ministres Rodolfo Guillermo Valenzuela, Luis Ricardo Longhi, Felipe Santiago Pérez i Justo Lucas Álvarez Rodríguez. Aquest últim va morir en 1949 i va ser reemplaçat per Atilio Pessagno. Tots els membres de la Cort Suprema serien remoguts dels seus càrrecs sense cap procés per la dictadura instal·lada a 1955.

### Els governs provincials
El 1946 existien catorze províncies, cadascuna d'elles amb governs autònoms. El peronisme va guanyar la governació en tretze d'elles i la perdria en Corrientes, a causa que a la província regia un sistema electoral indirecte. Va ser triat governador Blas Benjamín de la Vega de la UCR, amb el suport dels conservadors, els qui havien estat la força més votada per estret marge.
Ja abans de les eleccions el procés polític a Corrientes havia assolit un alt nivell de violència amb diversos morts. Després de realitzades les eleccions, el Congrés Electoral no va poder arribar a un acord per designar governador. Després de diverses reunions caracteritzades pels enfrontaments i els qüestionaments mutus, els electors demòcrates (conservadors), liberals i antipersonalistes, van triar governador al candidat radical, mentre que el peronisme qüestionava la irregularitat del procediment, a causa de les múltiples reunions del cos, mentre que els radicals i els conservadors consideraven que es tractava d'una sola sessió amb diversos intervals.
El Congrés de la Nació va tractar el conflicte correntí el 1946, però va decidir no intervenir la província. A l'any següent el conflicte continuava i el Congrés va decidir la intervenció, que va convocar a noves eleccions el 1948, que va guanyar el peronisme.

### La comunitat organitzada
Arribat al poder de la mà d'un moviment notòriament heterogeni, Perón va buscar consolidar l'organització interna: encara abans d'assumir la presidència va iniciar el procés de dissolució del Partit Laborista i de la UCR-JR, fundant el «Partit Únic de la Revolució»; a l'any següent canviaria el seu nom pel de Partit Peronista. Aquest estava dividit en dues branques: la sindical i la política, a la qual poc després es va sumar el Partit Peronista Femení, organitzat per Eva Perón; es va establir un criteri de contingents, pel qual els càrrecs polítics es repartien en parts iguals entre les tres branques del partit. Aquest mai va aconseguir organitzar-se com una institució amb autonomia interna, ja que mai va haver-hi eleccions internes i les autoritats eren nomenades directament per Perón.
Mentre alguns governs provincials van ser especialment reeixits i estables (el cas més estudiat és el del governador de Buenos Aires, coronel Mercante), altres van patir una marcada inestabilitat, causada per continus enfrontaments entre faccions. A més de Corrientes (intervinguda per expulsar l'oposició), també Córdoba, Catamarca, La Rioja, Santa Fe i Santiago del Estero van ser intervingudes per solucionar conflictes interns al peronisme. Per la seva banda, els governadors de Salta i San Juan van renunciar per la mateixa raó.
Alguns dirigents laboristes van ser expulsats del moviment per dissidències internes; els casos més notables van ser els de Cipriano Reyes, president del Partit Laborista, i Luis Gay, secretari general de la CGT.
Les pressions van ser encara més notables cap a fora del moviment; molts professors universitaris que es van negar a afiliar-se al Partit Peronista van ser remoguts dels seus càrrecs, i també s'exigia l'afiliació com a requisit per a qualsevol càrrec públic, i fins i tot per a incorporar-se com empleat estatal. Perón va continuar consolidant la lleialtat de l'Exèrcit per mitjà del control dels nomenaments i ascensos entre els oficials.
La major part de les institucions intermèdies es van mantenir en una tancada oposició; en la major part dels casos, el govern no va intentar dissoldre-les, sinó que es van crear institucions paral·leles, identificades amb el partit governant. Una de les primeres va ser l'Associació d'Escriptors Argentins (ADEA), oposada a la Societat Argentina d'Escriptors (SADE). Posteriorment es crearien la Confederació General Universitària (CGU) en oposició a la majoritària Federació Universitària Argentina (FUA), i la Confederació General Empresària (CGE) per oposar-se a la Unió Industrial.
La propaganda peronista va exaltar repetidament la política del govern, centrant-se sobretot en l'exaltació de la figura del president i de la seva esposa. Durant el seu primer govern, la propaganda permanent va resultar aclaparadora, però no va arribar al nivell que aconseguiria durant el seu segon govern.

### Les relacions exteriors

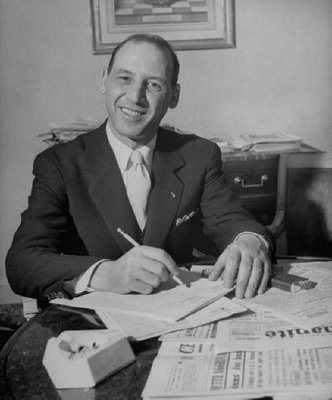
Juan Atilio Bramuglia, ministre de Relacions Exteriors

Les relacions exteriors ocupaven un lloc important en les preocupacions de Perón, que creia que la postguerra donava a l'Argentina una posició privilegiada, en el seu caràcter de gran productora d'aliments en un món que els requeria en abundància, el que li significava una oportunitat que el país havia d'aprofitar. D'altra banda, considerava inevitable que en un futur no llunyà ocorregués un altre conflicte bèl·lic de magnitud, el que tornaria la seva posició encara més avantatjosa.
El primer ministre de Relacions Exteriors va ser Juan Atilio Bramuglia, un dels primers ideòlegs que va tenir el peronisme. Bramuglia era un advocat laboralista de formació socialista, que formava part del grup del diputat socialista Mario Bravo i que per recomanació del PS havia estat d'advocat la Unió Ferroviària, el sindicat més poderós del país. Dedicat des de la dècada del 1930 a promoure la previsió social, Bramuglia va integrar el primer grup de dirigents sindicals que va contactar als coronels Domingo Mercante i Juan Perón, l'agost de 1943. Des d'aquest moment va ser un dels principals sostenidors del grup que aniria transformant-se en peronista a mitjans de 1945. Designat a càrrec de l'àrea de previsió social a la Secretaria de Treball i Previsió Social, es va convertir el primer funcionari provinent del sindicalisme a ocupar un càrrec polític a l'Estat argentí.
Com a ministre de Relacions Internacionals, va tenir la tasca de buscar la reinserció de l'Argentina al món. Poc després d'assumir, Perón va enviar al Congrés per al seu tractament les Actes de Chapultepec i la de creació de l'Organització de les Nacions Unides. Va donar instruccions als legisladors perquè fossin aprovades i el canceller va concórrer al Congrés per defensar-les. Entre sorolloses manifestacions de sectors nacionalistes que s'oposaven a les adhesions, el Senat va aprovar la ratificació per unanimitat.
La imatge del govern peronista a la premsa i entre els funcionaris dels Estats Units era una simple herència de l'enfrontament entre aquest país i la dictadura, i no va ser dissipada per l'actuació favorable del llavors vicepresident Perón a la tardana declaració de guerra a l'Eix. La valoració dels Estats Units respecte del govern de Perón va començar a canviar després de la sortida del Departament d'Estat dels funcionaris que s'havien manifestat més crítics i, el 3 de juny de 1947, el president Harry Truman va convidar a l'ambaixador argentí Oscar Ivanissevich a concórrer a la Casa Blanca, on va departir amablement amb la visible absència del secretari per a assumptes llatinoamericans Braden, que dos dies després renunciava. En forma immediata, i comptant amb el beneplàcit dels Estats Units, el govern argentí va anunciar l'establiment de relacions diplomàtiques amb la Unió Soviètica i tot seguit va iniciar tractes comercials i va tancar acords comercials amb Romania, Bulgària, Polònia, Txecoslovàquia i Hongria.
El mateix any, Perón exposava en un discurs els principis de la «Tercera Posició» entre capitalisme i socialisme, mitjançant la qual es donava a entendre que en la naixent Guerra Freda l'Argentina no s'alinearia de forma automàtica ni amb els Estats Units ni amb la Unió Soviètica.
El 1948, la tensió entre els ex-Aliats va pujar al màxim quan la Unió Soviètica va bloquejar la comunicació per terra de la zona de Berlín ocupada per Estats Units, Gran Bretanya i França, deixant-li només la via per aire. En arribar la qüestió al mes d'octubre al Consell de Seguretat de l'ONU, el representant dels Estats Units que exercia la Presidència va haver de deixar el càrrec per estar involucrat, i el va assumir el canceller Bramuglia, la gestió mediadora va rebre comentaris elogiosos dels diplomàtics estrangers.
Alhora, encara desperta controvèrsies entre els historiadors l'acollida a l'Argentina de nombrosos nazis pròfugs durant i després de la Segona Guerra Mundial, entre ells, Adolf Eichmann, Josef Mengele, Erich Priebke, Josef Schwammberger, Walter Kutschmann i Ante Pavelić.
També van ser acollits exiliats polítics provinents de Bolívia després de l'enderrocament del coronel Gualberto Villarroel al juliol de 1946, com ara Víctor Paz Estenssoro, Augusto Céspedes, Carlos Montenegro i el general Alfredo Pacheco Iturri, amic personal del general Perón.

### La Constitució del 49 i reelecció

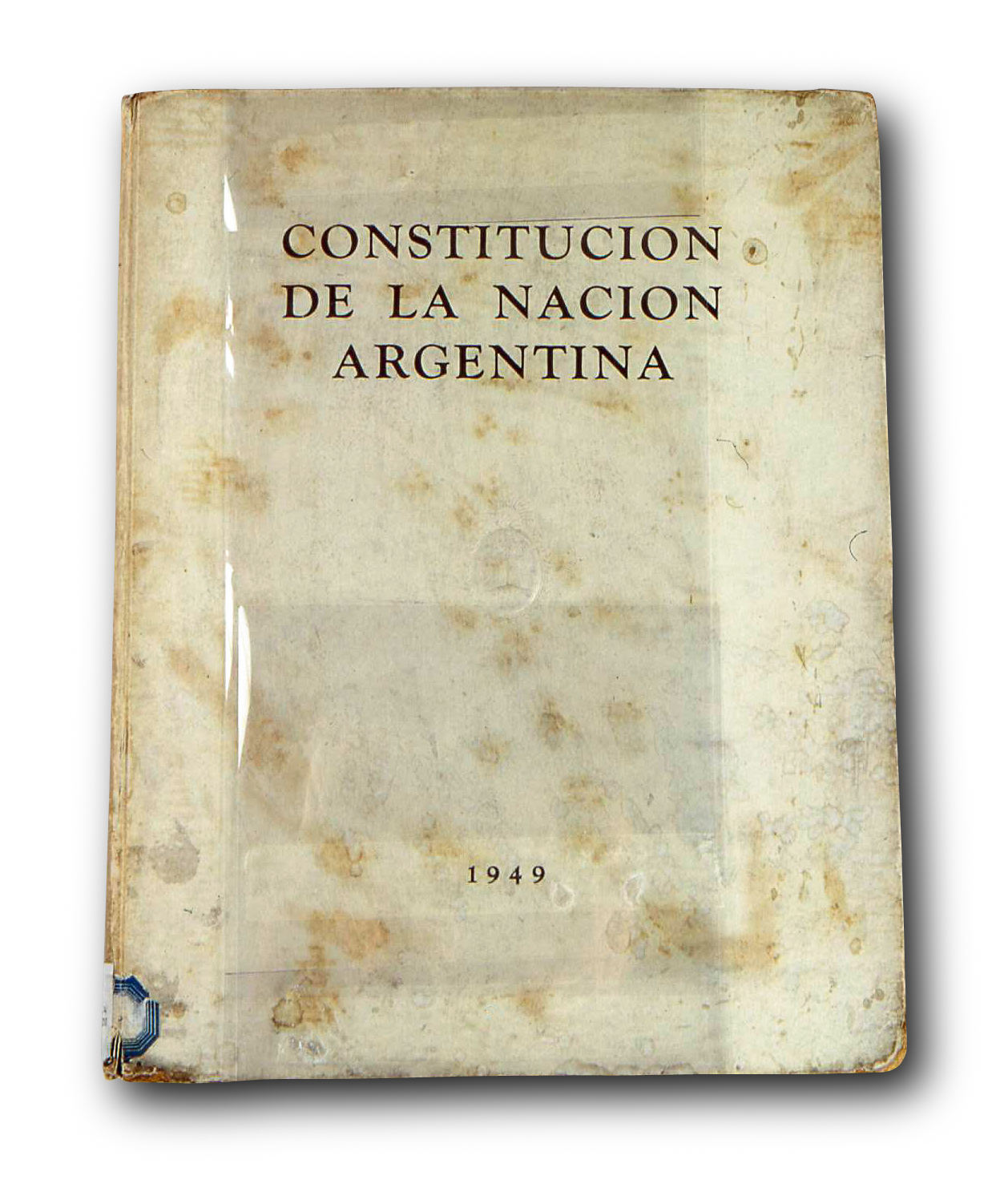
Exemplar de la Constitució Argentina de 1949, exhibit al Museu del Bicentenari

El 1949 va ser triada una Assemblea Constituent que va dictar una nova Constitució d'acord amb els principis del peronisme i el constitucionalisme social, establint, entre altres coses la igualtat jurídica d'homes i dones, els drets dels treballadors, l'autonomia universitària, la funció social de la propietat, facultats d'intervenció de l'Estat en l'economia i de cassació per a la Cort Suprema, i modificacions del sistema polític, com el vot directe i la reelecció presidencial.
En les eleccions de novembre de 1951, per primera vegada en la història del país les dones van exercir el seu dret a votar i ser votades, resultant elegides 6 senadores, 23 diputades i 3 delegades dels territoris nacionals, totes elles pertanyents al Partit Peronista. Perón va tornar a triomfar per un ampli marge: 62,49%.
També va ser reelegit el vicepresident que l'havia acompanyat en la seva primera gestió, Hortensio Quijano, però va morir poc abans d'assumir el càrrec. Per això es van celebrar eleccions per a vicepresident en l'any 1954, resultant electe el contraalmirall Alberto Tessaire, senador nacional per la capital fins a aquest moment.
Fins a la presidència de Perón, la població dels anomenats «territoris nacionals», els habitants eren anomenats «territorianos», havia estat marginada políticament; no podien triar els seus propis governs ni triar els seus representants a la Cambra de Senadors, i fins a la Consititució de 1949 no tenia també de dret al vot dels representants nacionals.
El país estava dividit en dues meitats aproximades, una de les quals estava formada per catorze províncies sobiranes i democràtiques agrupades en una federació, i l'altra meitat sota un règim assimilat al colonialisme intern. La lluita de les poblacions dels territoris per obtenir els seus drets polítics i accedir a l'estatus de províncies havia començat a finals del segle xix, i xocava amb forts interessos econòmics i polítics.
Entre 1951 i 1953 serien «provincialitzats» tots els territoris nacionals, amb excepció de les illes de Terra del Foc i de l'Atlàntic Sud. El 1951, el Congrés Nacional va provincialitzar per llei 14.037 els territoris nacionals de «El Chaco» i de «La Pampa». El 1952 van ser triats els constituents per constituir-les, que van establir a les respectives constitucions, en el primer cas el nom de «Província President Perón» i en el segon cas el nom de «Província Eva Perón». Els noms triats per la població serien anul·lats per bàndol del dictador Eduardo Lonardi pronunciat a Córdoba abans d'assumir el comandament, imposant també a aquestes províncies els noms que els havia imposat l'estat nacional: «Província del Chaco» i «Província de La Pampa». En la primera d'elles, la constitució provincial va establir que la meitat de la legislatura fos triada per representants de les entitats professionals i els sindicats, mentre que en la segona van establir el dret de tots els habitants a adquirir la propietat dels terres que treballessin .
La provincialització dels territoris nacionals va continuar durant el segon govern de Perón. El 1953, el Congrés Nacional va aprovar la llei 14.294 que va disposar la provincialització del territori nacional de Misiones (Misiones ja havia estat província abans de 1853, però Corrientes l'havia envaït i reclamava el seu dret a aquest territori). El novembre de 1954, els representants elegits democràticament van constituir formalment la «Província de Misiones», aprovant la seva primera constitució, que va ser anomanada «Misiones». El primer govern provincial va assumir el juny de 1955.
El 15 de juny de 1955, el Congrés Nacional va sancionar la llei 14.408, disposant la creació de cinc províncies: tres d'elles corresponents als territoris nacionals del Neuquén, Río Negro i Formosa. Les altres estaven definides pel territori patagó entre els paral·lels 42º S i 46º S; i l'altra entre els paral·lels 46º S i 52º S, fins a Punta Dungeness. El cop d'estat de 1955 va interrompre la constitució democràtica d'aquestes cincs províncies, que s'anirien constituint sota la dictadura establerta aquest any, que també va imposar els seus noms: Chubut, Formosa, Neuquén, Río Negro i Patagonia. En el cas de la província de Santa Cruz (denominada provisionalment «Patagònia»), que estava formada pels territoris nacionals de Santa Cruz i Terra del Foc, la dictadura exclouria de la mateixa als territoris insulars, que recentment serien provincialitzats el 1991.

### Canvis en l'orientació econòmica i productiva

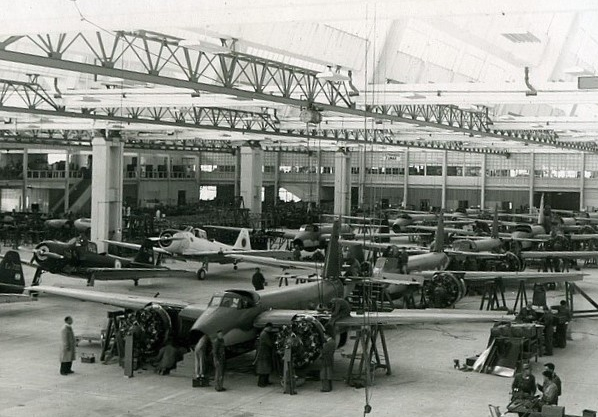
La fabricació d'aeronaus a la Fàbrica Militar d'Avions (FAdeA) va revelar la recerca d'un alt grau de tecnificació pel segon govern peronista

Al començament de la dècada del 1950, el context mundial va deixar de ser favorable; tot i el creixement del mercat intern, les exportacions argentines seguien sent formades exclusivament per carns, cereals i llanes. Estats Units col·locava els seus excedents agrícoles a Europa mitjançant el Pla Marshall, limitant l'accés al mercat dels aliments argentins, i una intensa i persistent sequera es va sumar als factors estructurals per invertir el saldo comercial en perjudici de l'Argentina. Addicionalment, la continuïtat de l'augment de la demanda va generar una escalada inflacionista, que va afectar tant a la producció com al consum.
Davant el deteriorament econòmic, un nou ministre d'Hisenda, Alfredo Gómez Morales, va aplicar mesures de tall ortodox; un segon Pla Quinquennal, llançat el 1951, estava orientat a la racionalització de la despesa pública i preveia mesures d'austeritat, exhortant també a la població i les empreses a produir més i gastar menys. Fins i tot es van cancel·lar per dos anys totes les paritàries salarials.
Davant la necessitat de substituir no només les importacions de béns de consum, sinó també en béns de capital, es va fer un gran esforç en la indústria pesant i en la construcció de maquinàries i automòbils; l'empresa estatal IAME va fabricar des de tractors i camionetes fins a automòbils i avions (aquests últims a la Fàbrila Militar d'Avions (FAdeA) de Córdoba). Es va iniciar el projecte del primer alt forn del país, iniciant-se la siderúrgia nacional i l'extracció de carbó mineral a Río Turbio. Els intents d'augmentar significativament la producció petrolífera a curt termini van fracassar, de manera que Perón va buscar fomentar la inversió externa en això. Malgrat l'oposició de molts dels seus seguidors, es va signar un contracte de concessió petrolífera amb l'estatudindenca Standard Oil, que l'oposició va jutjar lesiva de la sobirania nacional.
La política econòmica d'austeritat va donar els seus fruits ràpidament; després d'haver arribat a un pic del 50% el 1951, va baixar al 19% a l'any següent i va ser nul·la en 1953. El creixement econòmic va tenir un important fre, però passats els anys de sequera i els efectes contractius de les mesures d'austeritat, l'economia argentina estava en plena recuperació a finals de 1954 i principis de 1955. Acompanyant a la nova etapa de creixement, la inflació va pujar al 16% el 1954, però va tornar a baixar el 1955, amb la qual que les perspectives econòmiques eren molt favorables. El 1954, una ronda de paritàries va aconseguir un augment del 12% mitjana en els salaris reals respecte de 1952.

### Lleials i obedients
En assumir Perón seva primera presidència, la majoria dels mitjans de premsa seguien en mans d'empresaris conservadors, que van criticar la gestió governamental; a vegades, aquestes crítiques van resultar excessives des del punt de vista oficialista, que va respondre amb violacions de domicili i multes. Un conflicte sindical va acabar per servir d'excusa per a l'expropiació del diari La Prensa. Es va exercir una dura pressió econòmica sobre la resta dels diaris opositors (per exemple, es racionava el paper de diari) i es va aplicar una certa dosi de censura, que mai va ser total; La Nación i Clarín, per exemple, van seguir circulant, encara que el segon va preferir evitar conflictes amb el govern. El govern va crear una xarxa de mitjans de premsa que, igual que la totalitat de les ràdios, controlava en forma directa o a través d'afins, amb la qual cosa a la fi de la seva segona presidència només un grapat de diaris estava fora del control del govern o de la CGT.
Es va realitzar una política propagandística gegantesca, i les imatges de Perón i Evita van omplir la via pública, i van hegemonitzar la toponímia; dues províncies acabades de crear van ser anomenades «Eva Perón» i «Juan Perón». La propaganda va arribar fins i tot als textos escolars de nivell primari, i el govern va formar la Unió d'Estudiants Secundaris, que va organitzar activitats recreacionals mentre servia de propaganda cap a dins i cap a fora l'organització.
La mort d'Eva va afectar profundament a Perón, quan li va privar de l'única persona que podia discutir-li frontalment les seves idees i interessos sense témer per la seva posició en el govern, de manera que aviat es va veure envoltat d'oportunistes i obedients. El president va demostrar escassa capacitat per resistir l'adulació, i va considerar en canvi que qualsevol que hagués mostrat una personalitat forta i algun grau d'independència hauria de ser remogut; el seu propi amic Mercante va ser privat de tota quota de poder, i el governador que li va succeir en Buenos Aires, Carlos Aloé, es va esforçar per esborrar la seva memòria de tota obra pública i per desplaçar a tots els seus col·laboradors. També el canceller Bramuglia (considerat generalment com el més capaç dels seus col·laboradors i possible candidat a succeir a Perón) va ser separat del seu càrrec.
Diverses províncies van ser intervingudes durant la segona presidència, i els governadors que van aconseguir conservar-se en el govern es van destacar més per la seva lleialtat absoluta a Perón que per la seva capacitat i iniciativa. El mateix pot dir-se del gabinet ministerial, en el qual van figurar alguns polítics destacats envoltats de desconeguts buròcrates i autèntics ineptes.
El Partit Peronista va continuar intervingut, i va funcionar únicament com un mecanisme més de control intern del govern peronista; només la Branca Femenina va mantenir certa autonomia i iniciativa. Per la seva banda, la CGT va funcionar només com una eina per evitar l'exteriorització de conflictes entre els treballadors i el govern, sota la direcció de dirigents acríticament lleials a Perón.
La població (en particular els treballadors sindicalitzats) era convocada periòdicament a la Plaça de Mayo per a demostrar la seva adhesió al líder, especialment en la celebració anual del Dia de la Lleialtat, i concorria massivament. Segons diversos anàlisis, aquesta adhesió (encara real i sincera) era purament ritual i passiva, i no tindria cap incidència en el moment decisiu de la caiguda de Perón; la propaganda havia acostumat als seus seguidors a esperar tot del governant, i molt pocs farien si més no un gest de resistència contra el cop d'estat.

### La ruptura amb l'Església

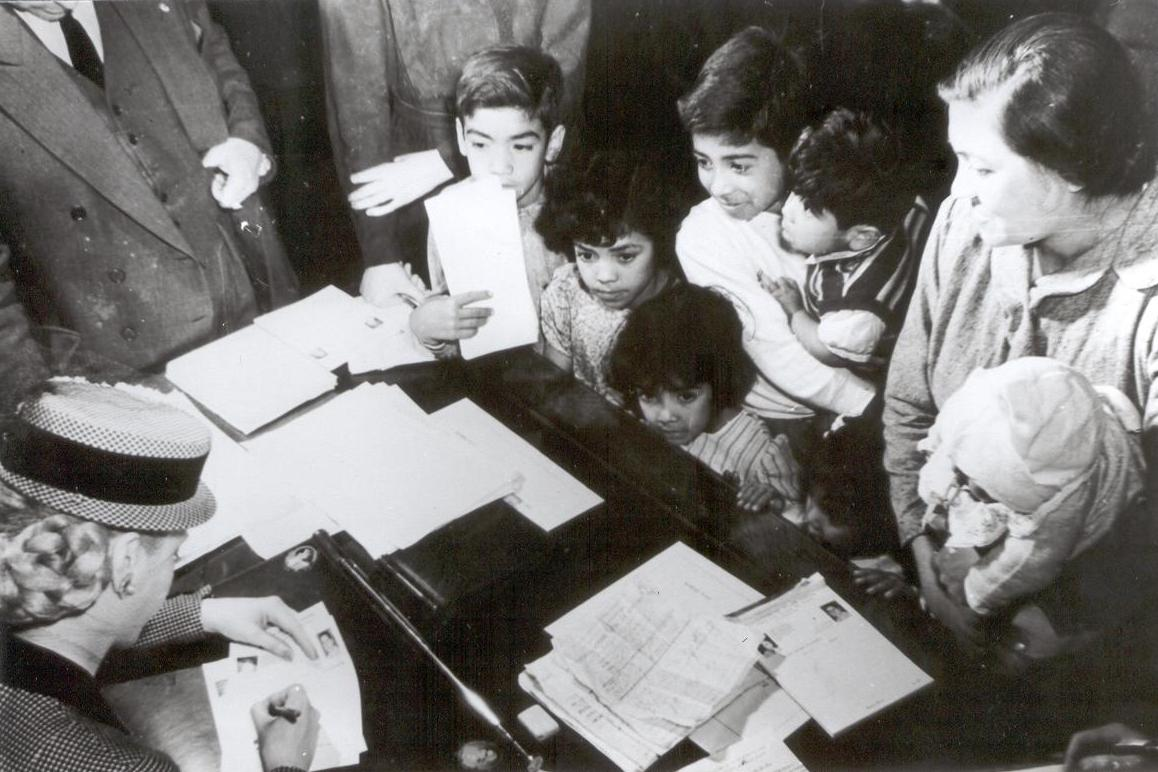
Eva Perón atenent persones necessitades a la Fundació

Les relacions entre el govern i l'Església catòlica havien estat positives des d'un principi; de fet, les autoritats eclesiàstiques havien incitat als fidels a votar per Perón a les eleccions de 1946. Durant els anys següents no hi va haver cap interferència entre les dues institucions, tot i que les autoritats religioses desconfiaven de les activitats d'Eva Perón, ja que la caritat pública havia estat fins llavors un ressort gairebé exclusiu de l'Església. També la voluntat hegemònica del peronisme xocava amb el mite de la «nació catòlica» que s'havia imposat durant part de la dècada del 1930 i de la dictadura del 1943.
El culte a la personalitat de Perón i Evita (aparent o real) va refredar l'entusiasme peronista entre els catòlics, mentre diversos dirigents peronistes s'enunciaven idees teòriques sobre el «veritable cristianisme», comparant Perón amb Jesucrist, arribant-se a la conclusió que el peronisme avantatjava a la pròpia doctrina de Jesús, que estava feta únicament de paraules, i no de fets.
Malgrat que les raons últimes del conflicte no van quedar mai clares, sembla haver-se originat en la fundació del Partit Demòcrata Cristià de l'Argentina al juliol de 1954; Perón va considerar que la seva creació només podia restar-li suports entre els mateixos que donaven suport al partit governant.
En el seu discurs del 17 d'octubre de 1954, va denunciar a suposats enemics emboscats del govern, expressió que pel que sembla al·ludia al clergat, i al novembre va denunciar per la cadena nacional de ràdio «certes accions que desenvolupen organitzacions catòliques», esmentant amb els seus càrrecs i noms a capellans i bisbes «pertorbadors». Gran part dels dirigents peronistes (entre ells els ministres de l'Interior i d'Educació) van interpretar el discurs com una ordre d'iniciar una ofensiva en contra de l'Església catòlica; en tot just quatre mesos, es va eliminar la Direcció d'Ensenyament Religiós en el Ministeri de educació, es van prohibir els actes religiosos a la via pública, es va sancionar una llei de divorci vincular, es van autoritzar establiments on s'exercia la prostitució, i es va aprovar la convocatòria a una convenció constituent que sancionés la separació de l'Església i l'Estat.
L'oposició (dispersa i pràcticament anul·lada fins a aquest moment) va trobar en aquest conflicte un flanc pel qual atacar al govern; tant els dirigents conservadors com dirigents evidentment ateus (radicals i socialistes) es van pronunciar en defensa de l'Església i van participar en manifestacions i processons. Per la seva banda, molts nacionalistes catòlics que fins llavors havien donat suport al govern van passar a l'oposició, que en el cas dels oficials de l'Exèrcit era vetllada, i per això més perillosa encara.
En tant en moltes esglésies es pronunciaven vigoroses arengues polítiques des del púlpit, es produïen detencions de sacerdots amb diferents imputacions. La processó de Corpus Christi de juny de 1955 (expressament prohibida pel govern) va reunir unes 200.000 persones a la Catedral de Buenos Aires i la Plaça de Mayo, ocasió en què es van produir alguns excessos; entre ells el reemplaçament de la bandera nacional per la del Vaticà al Congrés de la Nació. El mateix dia 11, el govern va acusar els manifestants d'haver cremat una bandera argentina i es va obrir una investigació judicial. Després de la caiguda de Perón, el vicepresident Tessaire va afirmar que la crema de la bandera havia estat una iniciativa del propi Perón.
El bisbe auxiliar Manuel Tato, que havia predicat un virulent sermó contra el govern, va ser expulsat del país uns dies després al costat de monsenyor Novoa. En resposta, la Sagrada Congregació Consistorial del Vaticà va decretar l'excomunió dels responsables de la seva expulsió, mesura que incloïa al president Perón; no obstant això, la mesura no va ser ratificada pel Papa Pius XII, i mai va entrar en vigor.

### L'intent de cop d'estat del 28 de setembre de 1951
El 28 de setembre de 1951, efectius de l'Exèrcit, la Marina i la Força Aèria al comandament del general retirat Benjamín Menéndez van intentar enderrocar el govern del president Juan Domingo Perón. En la seva breu proclama, els rebels acusaven al govern d'haver portat la Nació a «una fallida total del seu crèdit intern i extern, tant en el moral i espiritual com en el material». Les restriccions a les llibertats cíviques i a l'acció dels opositors, la reforma constitucional que permetia la reelecció del president, així com les mesures de politització de les forces armades semblen haver influït en els militars adherents al moviment.
Alguns sectors descontents de les forces armades van entrar en un estat deliberatiu per destituir el govern i van buscar un líder per encapçalar la rebel·lió. Els que podien assumir aquest paper eren els generals Eduardo Lonardi (l'únic militar no oficialista amb comandament de tropes, que estava com comandant del Primer Cos d'Exèrcit) i el general Benjamín Menéndez (retirat des de 1942), però no van poder acordar una acció en comú, separats (en paraules de Potash amb què coincideix Lluna) per «la dignitat personal, l'orgull i l'ambició».
Veient un moment polític favorable, Menéndez va donar l'ordre de desencadenar el cop d'estat el 28 de setembre i Lonardi (que havia demanat el seu retir, que li va ser acceptat seguit) va decidir no adherir-se al cop, però va deixar en llibertat als seus seguidors, part dels quals van donar suport al mateix. A la matinada d'aquest dia, Menéndez i el seu estat major van entrar a Campo de Mayo, una instal·lació militar de gran extensió, on ja havia unitats revoltades. Es va produir en el regiment de tanues un tiroteig que va ocasionar l'únic mort, el caporal Miguel Farina, que havia intentat oposar-se. Dels trenta tancs presents, només van poder mobilitzar a dos (probablement pel sabotatge dels sotsoficials) i la resta van ser abandonats, pel que en definitiva la columna colpista va partir al comandament del general Menéndez amb dos tancs Sherman, tres unitats blindades i 200 efectius a cavall.
No va obtenir el suport esperat del Col·legi Militar de la Nació, i el destacament mecanitzat de La Tablada (que també s'havia rebel·lat), es va rendir sense combatre davant tropes lleials al govern, pel que Menéndez juntament amb alguns dels seus oficials es van lliurar detinguts.
D'altra banda, l'esquadra aeronaval i la base militar de Punta Indio, que s'havien revoltat, en conèixer que no tenien forces terrestres van desistir de la seva acció; alguns dels intervinents van ser detinguts i altres van escapar. Menéndez i els seus més immediats col·laboradors detinguts van ser jutjats immediatament. Menéndez va ser condemnat a 15 anys de presó i altres oficials van ser condemnats a penes de fins a 6 anys de presó.
No només els insurrectes van ser apartats del servei, sinó que Perón va aprofitar per a depurar les forces armades desprenent-se mitjançant el seu retir d'oficials que res tenien a veure amb la rebel·lió.

### L'espiral de la violència i el fracàs del diàleg

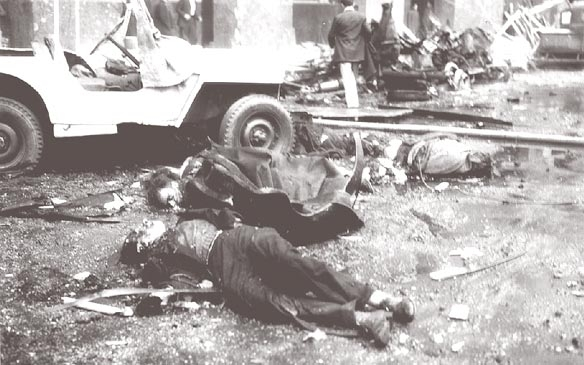
Víctimes del bombardeig a Plaça de Mayo de juny de 1955

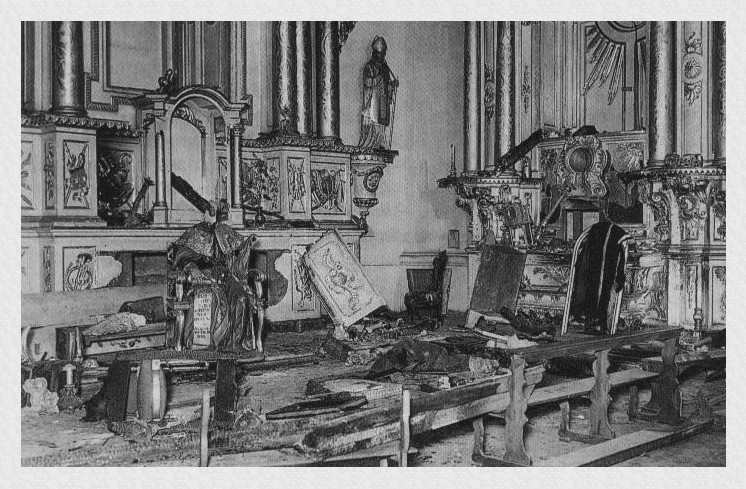
Església de Sant Ignasi (Buenos Aires), després dels atacs i incendis de juny de 1955

En 1953, un atemptat terrorista a la Plaça de Mayo durant un acte de la CGT, organitzat per joves radicals, va assassinar sis manifestants, va mutilar a dinou i va ferir a gairebé cent. En resposta, manifestants peronistes van atacar i van incendiar la seu del Jockey Club i dels partits socialista i radical. Els partits opositors no van condemnar els assassinats ni els actes de terrorisme, la policia no va intervenir per aturar els disturbis, i els bombers només van impedir que el foc es propagués a les cases veïnes.
Abans i després del conflicte amb l'Església, es van produir nombrosos atemptats, en què grups antiperonistes anomenats «comandos civils», es mobilitzaven en automòbils disparant amb armes de foc contra militants peronistes i agents de policia. A vegades, l'objectiu era apoderar de l'arma reglamentària dels agents.
El 16 de juny de 1955 al migdia, un grup cívic-militar, dirigit pel contraalmirall Samuel Toranzo Calderón i el polític radical Miguel Ángel Zavala Ortiz, va iniciar un cop d'estat atacant amb forces militars i comandos civils d'aire i terra. Uns trenta avions de l'Armada i de la Força Aèria van atacar la Casa Rosada per tal de matar el president Perón, amb el suport de grups de civils armats que van ser rebutjats. L'acció va desembocar en el bombardeig de Plaça de Mayo, assassinat a 308 persones identificades, més un nombre que no va poder ser determinat a causa de la gravetat de les mutilacions, incloent-se entre les víctimes 111 activistes de la CGT (de les quals 23 eren dones) i 6 nens. Els pilots, amb avions que portaven com a lema el monograma «Cristo Vence» (Crist Guanya), es van refugiar a l'Uruguai, i el govern es va negar a lliurar als colpistes. Els oficials complotats que no havien fugit van ser capturats i condemnats a penes de presó, encara que un d'ells va ser induït a suïcidar-se. Pocs mesos després l'anomenada (segons el bàndol) Revolució Alliberadora o Revolució Afusselladora, alliberaria als criminals condemnats.
Reaccionant davant la massacre, alguns grups peronistes van atacar i van produir destrosses en diversos temples catòlics i en la Cúria Eclesiàstica, mentre la policia i els bombers s'abstenien d'intervenir. La Catedral va ser atacada, però no va patir danys tan greus com les esglésies de Santo Domingo, Sant Francesc, Sant Ignasi, La Pietat, Sant Miquel, Les Victòries, El Socors, Sant Nicolau de Bari i Sant Joan Baptista. Els grups havien estat organitzats pel Partit Peronista i dependències públiques, estant implicats en ells el vicepresident. L'endemà, un dirigent comunista va ser torturat i assassinat per la policia.
Perón va decretar l'estat de setge, però va tractar de calmar els ànims dels seus partidaris, anunciant que deixava de ser el líder d'una revolució per passar a ser president d'un país. Va convidar als líders dels partits opositors a parlar per la cadena nacional de ràdio; el primer a fer-ho va ser el radical Arturo Frondizi, el qual (contrariant les esperances de Perón) va llançar molt dures acusacions contra el govern. Els altres partits no van ser més moderats, de manera que l'intent oberturista va acabar en menys d'una setmana. Perón va convocar novament als seus seguidors a la Plaça de Mayo, on va pronunciar un dur discurs contra els seus opositors, prometent que per cada peronista mort moririen cinc opositors, i altres amenaces de mort. Malgrat la duresa de les seves paraules, mai va prendre mesures com les que anunciava ni va ser obeït en aquest sentit pels seus seguidors.
Mentrestant, es multiplicaven per tot el país dels atemptats terroristes antiperonistes, que el govern insistia a assenyalar com promoguts des dels Estats Units i Gran Bretanya.

### El cop d'estat

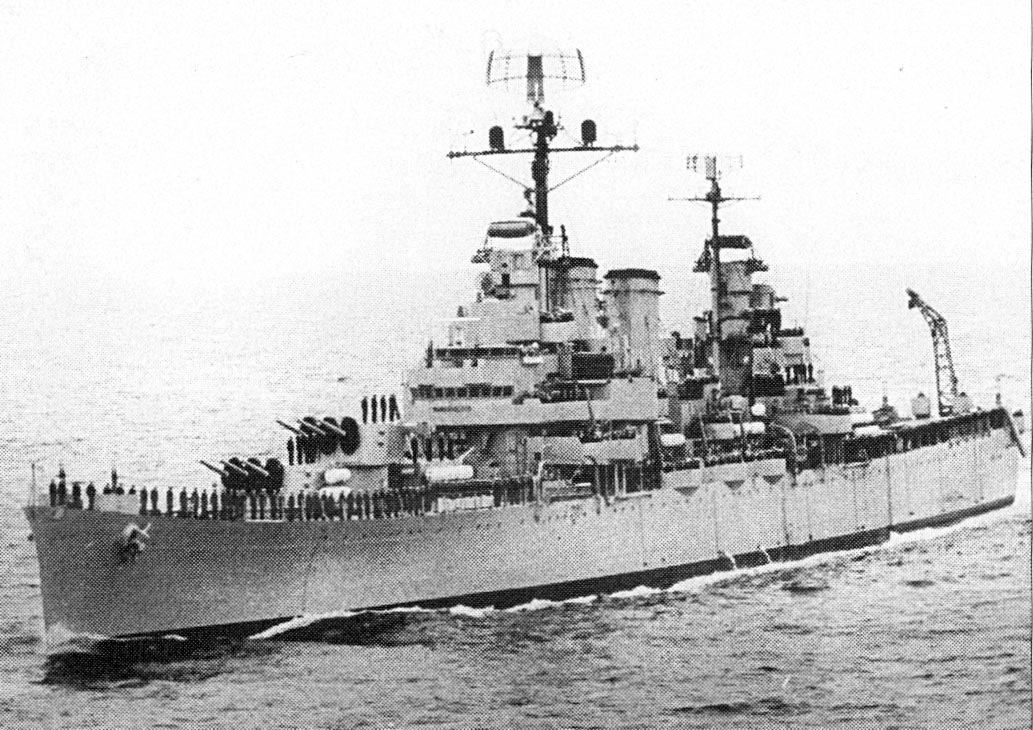
Creuer ARA General Belgrano; l'actuació de l'Armada Argentina va ser crucial en el derrocament del president Perón

Els grups conspiradors es van multiplicar. Grups d'oficials joves de l'Armada i de l'Exèrcit es van contactar per organitzar un cop d'estat, posant-se a ordres d'uns pocs generals i almiralls; també hi va haver contactes amb comandos civils, especialment a les ciutats de Córdoba i Buenos Aires. El cap militar era Pedro Eugenio Aramburu, i el naval era Isaac Francisco Rojas. Quan Aramburu va decidir posposar les accions fins a l'any següent, el general Eduardo Lonardi va assumir el comandament militar. La Guarnició Buenos Aires estava íntegrament en mans de militars lleials a Perón, de manera que Lonardi va decidir iniciar les seves activitats a l'interior i a les principals bases navals: Río Santiago (prop de La Plata) i Port Belgrano (prop de Bahía Blanca). Lonardi sabia que estaria en inferioritat numèrica des del principi, però suposava que si aconseguia sostenir-se dos o tres dies, moltes unitats se'ls unirien.
El moviment va esclatar simultàniament a Córdoba, Curuzú Cuatiá (on es va dirigir Aramburu) i a les bases navals en la matinada del dia 16 de setembre. L'esquadra de Rojas es va dirigir a bloquejar el riu de la Plata, amb la intenció d'impedir el proveïment de petroli. El govern va trigar diverses hores a conèixer l'abast de la revolta, però ràpidament va mobilitzar a les unitats lleials de l'Exèrcit i la Força Aèria en contra seu.
Lonardi va iniciar la revolta amb un atac d'artilleria sobre l'Escola d'Infanteria, però a l'alba va ser obligat a replegar-se. Per la seva banda, Aramburu havia aconseguit dominar Curuzú Cuatiá i el seu poderós regiment de tancs, però al vespre ja havia estat expulsat d'allà. El ministre Franklin Lucero va ordenar atacar per Río Santiago (amb tropes de terra), Curuzú Cuatiá i Córdoba, on es van dirigir gran quantitat de tropes. Però abans que arribessin, l'Escola d'Infanteria es va veure obligada a rendir-se a Lonardi, i alguns oficials de la Força Aèria enviats des de Buenos Aires es van passar amb els seus avions als revolucionaris. També les tropes navals van ocupar Bahía Blanca. En canvi, un atac aeri va obligar a l'esquadra de Rojas a allunyar-se de Buenos Aires; els ferits van ser desembarcats a Montevideo. La població s'informava dels fets a través de Ràdio Colònia, a l'Uruguai, que es mostrava obertament partidària dels revolucionaris.
Els dies 17 i 18, les guarnicions de Mendoza i San Luis es van passar als rebels, mentre topes lleials vingudes des del nord i l'est van envoltar Córdoba. Els revolucionaris van obtenir un gran èxit quan el comandant de la Flota de Mar, almirall Basso, va portar la mateixa contra l'esquadra rebel; els seus oficials van esperar a estar a tir de canó i el van arrestar, per posar-se a ordres de Rojas. El 19, Rojas va ordenar bombardejar els dipòsits de combustible de Mar del Plata i les unitats militars d'aquesta ciutat; infants de marina desembarcats i comandos civils van ocupar la ciutat, on la població estava terroritzada pel bombardeig. Un altre vaixell va anunciar que bombardejaria els dipòsits de combustible de La Plata. A Córdoba es lluitava als carrers de la ciutat, però les tropes lleials no aconseguien controlar el centre. En acabar el dia, els rebels controlaven Mar del Plata, Bahía Blanca, les tres províncies cuyanes, la base de Río Santiago i part de la ciutat de Córdoba; la resta del país estava en mans lleials.
Però Perón no estava disposat a acceptar més morts i destrucció; a primera hora del matí de l'endemà va lliurar a Lucero una nota (molt poc clara) en què renunciava a la presidència. La nota va ser reproduïda per totes les ràdios del país, i les tropes lleials es van afanyar a passar-se als revolucionaris. A Buenos Aires, una junta provisoria presidida pel general José Domingo Molina va anunciar que es feia càrrec del govern nacional. La nit del 20 de setembre, Lonardi va dictar el «Decret n. 1», pel qual es nomenava a si mateix «President Provisional».

## LaLibertadora
En el matí del 21 de setembre, Perón es va asilar a l'ambaixada del Paraguai a Buenos Aires i després en un vaixell d'aquest país, iniciat un exili que duraria 17 anys. L'endemà, Lonardi va presidir una desfilada de militars i comandos civils a Córdoba; les tropes lleials es van posar a les seves ordres i van tornar a les seves destinacions al nord-oest argentí i Santa Fe. La Junta presidida per Molina es va encarregar de mantenir aquarterades les tropes a Buenos Aires, però (amb prou feines arribat a Buenos Aires) Lonardi va desconèixer del tot la seva autoritat. El secretari general de la CGT es va dirigir als treballadors demanant «mantenir la més absoluta calma». Aquest mateix dia, el govern uruguaià (que havia prestat un suport visible a cop) va reconèixer a Lonardi com a president de l'Argentina.
El dia 23, Lonardi i l'almirall Rojas van arribar a Buenos Aires; poques hores més tard va prestar jurament com a «President Provisional», acompanyat per una multitud reunida en Plaça de Mayo. L'endemà, Lonardi va nomenar vicepresident a l'almirall Rojas. El dia 25, el govern provisional va ser reconegut pels Estats Units i Gran Bretanya.

### Raons de l'antiperonisme

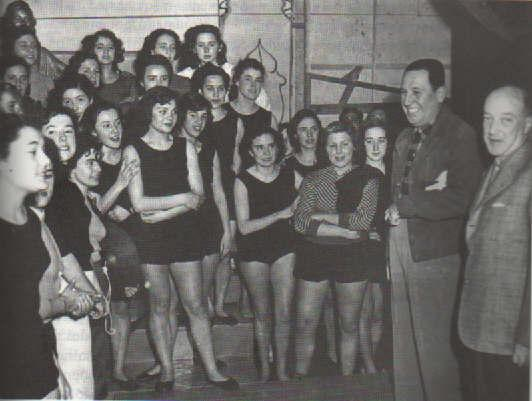
Perón amb estudiants de la Unió d'Estudiants Secundaris (UES), 1953

Un dels motius d'irritació dels revolucionaris amb el peronisme, al qual consideraven de la mateixa manera que el conservadorisme argentí anterior i el populisme, i més que això durant l'última etapa el segon govern peronista, va ser l'adoctrinament juvenil a través de la introducció en els textos escolars de dibuixos, fotografies i textos laudatoris de Perón i Eva Perón com ara «Visca Perón! Perón és un bon governant», «Perón i Evita ens estimen» i altres similars als que hi va haver en l'època tractant d'imposar un culte a la personalitat a la persona del líder. En matèria educativa es va introduir la matèria «Cultura Ciutadana», que en la pràctica era un mitjà de propaganda del govern, els seus protagonistes i les seves realitzacions. Un cop publicat el llibre La raó de la meva vida, d'Eva Perón, el mateix text va ser obligat tant en el nivell primari com en el secundari. I el 1953, per adoctrinar als estudiants de secundària, Perón va crear la Unió d'Estudiants Secundaris (UES).
A més, el peronisme, el radicalisme yrigoyenista, el socialisme i el comunisme, venien des de diverses dècades enrere generant consciència en les classes populars sobre el que denominaven genèricament «l'oligarquia» i «l'imperialisme», conceptes que incloïen a la classe mitjana-alta i alta argentina, i a les empreses i capitals estrangers (principalment britàniques i estatunidenques) atribuint-los una posició promotora de la desigualtat social i la dependència econòmica.
Aquest ressentiment social va produir una violència política creixent. Entre els actes de terrorisme d'Estat més qüestionats es troben: el bombardeig de Plaça de Mayo (organitzat per grups antiperonistes que va assassinar més de 300 ciutadans, entre ells desenes d'activistes sindicals peronistes); l'atemptat al sindicalista Cipriano Reyes el 1947 i la seva posterior detenció i condemna acusat de formar part d'un complot colpista; les tortures causades per la Policia Federal a diversos opositors, entre ells Ernesto Mario Bravo, Luis Vila Ayres, Juan Ovidi Zavala, Roque Carranza, Yolanda J. V. de Uzal, els germans Maria Teresa i Jorge Alfredo González Dogliotti; els cessaments de docents antiperonistes; la detenció de diputats opositors, com Ricardo Balbín, Ernesto Sanmartino i Alfredo Palacios; les restriccions a la llibertat d'expressió i de premsa; l'expropiació dels diaris La Prensa i La Nueva Província; la condemna judicial per desacatament i empresonament de Michel Torino propietari del diari El Intransigente de Salta; l'atac i incendis a les seus dels partits radical, demòcrata i socialista, així com en el Jockey Club de Buenos Aires, quedant totalment destruïts aquests dos últims edificis i amb danys molt importants els altres dos; la crema d'esglésies del 16 de juny de 1955; la tortura i assassinat del sindicalista tucumà Carlos Aguirre per la policia de Tucumán; la tortura, assassinat i desaparició del metge Juan Ingalinella per la policia santafesina a conseqüència de la seva activitat en contra del bombardeig de Plaça de Mayo i les operacions colpistes, que se'l considera un dels primers desapareguts de la Història argentina, i els seus autors van ser detinguts i condemnats pel govern peronista. Les forces antiperonistes també van realitzar nombrosos actes terroristes i colpistes, com el cop d'estat fallit de 1951 i l'atemptat a la Plaça de Mayo del 15 d'abril de 1953, liderat pel radical Roque Carranza, assassinant a Santa Festigiata D'Amico, Mario Pérez, León David Roumeaux, Osvaldo Mouche, Salvador Manes i José Ignacio Couta, i més de noranta persones ferides, entre ells 19 mutilades.
Una altra de les raons de l'antiperonisme van ser les mesures restrictives de la llibertat d'expressió i de premsa, contra els mitjans no peronistes que va adoptar el govern de Perón, que alhora que va impulsar la creació d'un monopoli local de mitjans peronistes. També van ser raons de l'oposició antiperonista, els drets socials i laborals sancionats durant el peronisme, l'enfortiment del sindicalisme, l'ascens social de sectors ètnicament discriminats anomenats cabecitas negras (caparrons negres), la igualtat entre homes i dones, la funció social de la propietat establerta amb rang constitucional, la política d'industrialització, el paper actiu de l'Estat en l'economia i les relacions amb el Brasil, Xile i Paraguai orientades a integrar les economies dels països del Con Sud, entre altres polítiques que van caracteritzar al peronisme.
També en aquesta època, Perón va suprimir el caràcter de dies no laborables a certes festivitats religioses catòliques, va introduir la llei de divorci, va permetre l'obertura d'establiments per a exercir la prostitució, va prohibir les manifestacions religioses als llocs públics, i la municipalitat de Buenos Aires, llavors controlada pel president de forma directa, va prohibir als comerciants exposar pessebres o altres figures religioses en commemoració del Nadal.

### Lonardi:«ni vencedors ni vençuts»

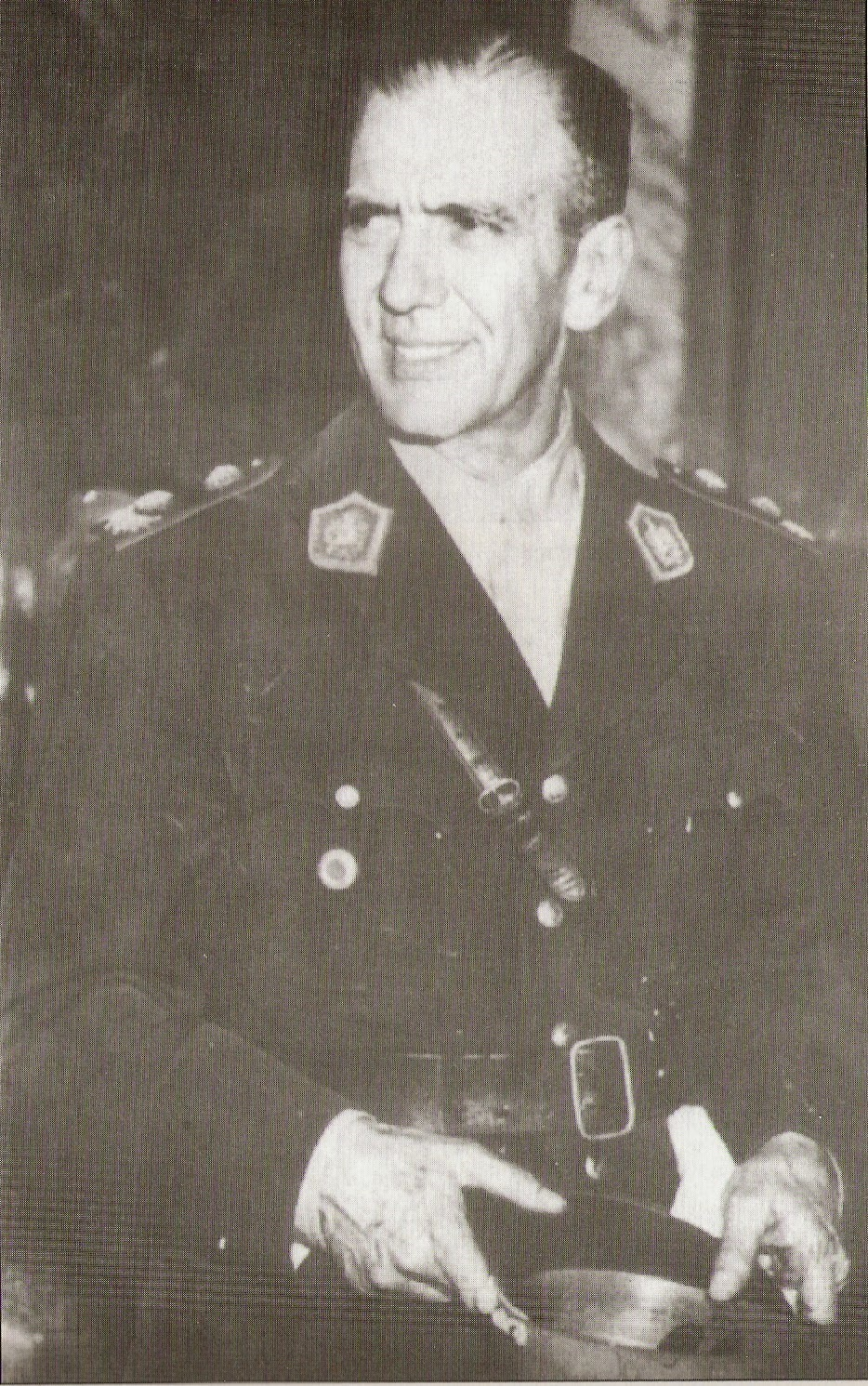
Eduardo Lonardi

En el seu discurs d'assumpció, va anunciar que no hi hauria «ni vencedors ni vençuts», frase que repetiria en diverses ocasions. La seva intenció era mantenir a Perón fora del país i castigar els responsables d'excessos durant el peronisme, però no acarnissar-se amb el partit ni amb els seus seguidors.
El seu gabinet de ministres va estar format per membres dels dos sectors que havien convergit en la revolució: els nacionalistes catòlics (sector al qual pertanyia Lonardi) entre els quals hi havia els ministres de Relacions Exteriors Mario Amadeo, de Treball Luis B. Cerruti Costa, i d'Exèrcit, general Justo León Bengoa, a més de Clemente Villada Achával, secretari general de la presidència i cunyat de Lonardi; l'altre sector era el dels «demòcrates» o liberals, que tenien al ministre d'Interior i Justícia Eduardo Busso com la seva expressió més fort en el gabinet.
La direcció de la CGT va renunciar, assumint una direcció conjunta entre Andrés Framini (de l'Associació Obrera Tèxtil) i Luis Natalini (de Llum i Força). Aquests dos van negociar amb el ministre de Treball Cerruti Costa un pacte formal, pel qual el govern reconeixia a les autoritats de la CGT però designaria interventors imparcials en els sindicats, on s'haurien de celebrar eleccions democràtiques a 120 dies. Per la seva banda, la CGT acceptava eliminar els símbols peronistes i les mencions a la doctrina peronista, i el Dia de la Lleialtat. No obstant això, davant la passivitat del govern, manifestants socialistes i comunistes van ocupar diversos sindicats per la força. La CGT va exigir al ministre deixar de donar suport als grups opositors, sota amenaça de declarar una vaga general, al que Cerruti Costa va respondre declarant la caducitat dels mandats dels dirigents de la CGT i els sindicats, i cridant a eleccions gremials controlades per les Forces Armades.
A finals d'octubre, els liberals van aconseguir la formació d'una «Junta Consultiva», presidida per Rojas i formada representants dels partits polítics, que donava suport gairebé unànimement al sector liberal. Aquesta es va reunir a l'edifici del Congrés, i va pretendre exercir com un poder legislatiu, amb la qual cosa limitava el poder dels nacionalistes.
Els liberals van acusar Villada Achával de dilatar mesures que consideraven urgents, com ara la devolució dels diaris Crítica, La Prensa i La Vanguardia (que havien estat confiscats pel peronisme) als seus amos originals, la intervenció a la CGT o la dissolució del partit Peronista. Per la seva banda, Villada i Lonardi consideraven que aquestes últimes mesures eren abusives i contràries a una convivència harmoniosa.
La crisi definitiva entre els dos sectors va esclatar el 9 de novembre, quan el general Bengoa, acusat de lentitud en la remoció dels oficials superiors que no havien participat del cop d'estat, va ser obligat a renunciar. L'endemà, Lonardi va signar un decret desdoblant el ministeri d'Interior i Justícia, nomenant al nacionalista Luis María de Pablo Pardo (d'antecedents pro-feixistes per al ministeri de Justícia). Era un nou avanç dels nacionalistes, i Busso va presentar la seva renúncia. Els tres ministres militars i diversos caps superiors van exigir al president la dissolució immediata del Partit Peronista, la intervenció de la CGT, i que acceptés compartir el poder amb una Junta Militar Revolucionària que controlaria els nomenaments i els pronunciaments. Lonardi va rebutjar les seves exigències. Al matí del 13 de novembre, els ministres de Guerra Arturo Ossorio Arana, de Marina Teodoro Hartung, i d'Aeronàutica Ramon Abrahim li van exigir la seva renúncia. Davant la seva negativa, va ser expulsat de la Casa Rosada per la força.
En el seu lloc va ser nomenat el general Pedro Eugenio Aramburu, del sector liberal, que va acusar Lonardi per la «presència de grups que van orientar la seva política cap a un extremisme totalitari incompatible amb les conviccions democràtiques de la Revolució Alliberadora». 

### Aramburu: la revenja de l'antiperonisme

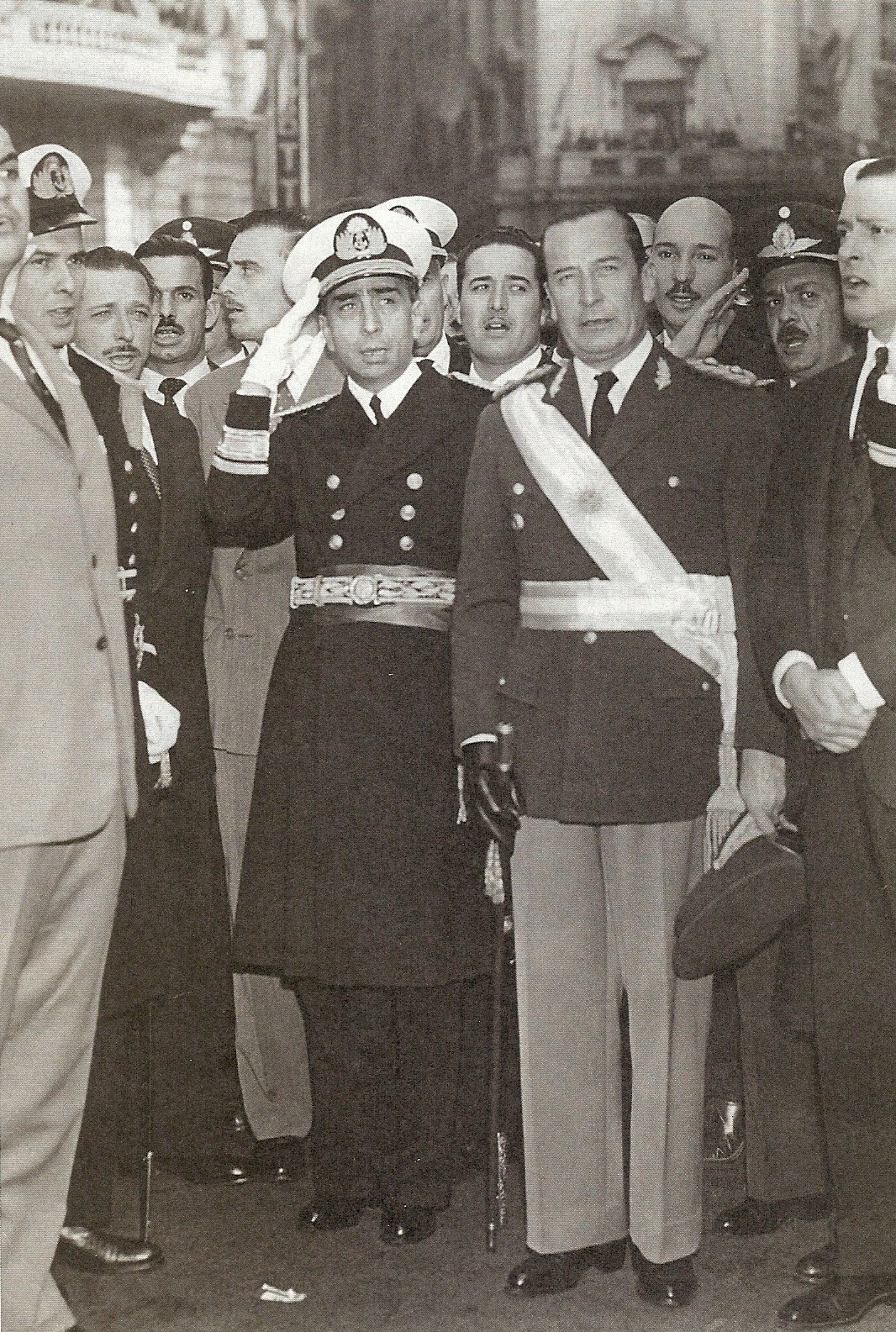
El vicepresident almirall Isaac Rojas i el president tinent general Pedro Eugenio Aramburu, al moment de l'assumpció d'aquest últim el 13 de novembre de 1955

El nou govern (en el qual Rojas continuava com a vicepresident) era d'orientació purament «democràtica», i els nacionalistes van ser desplaçats per complet; la política dominant era la desperonització de les institucions i de la societat, i no pocs somiaven tornar el país a les condicions de 1943. Quatre radicals formaven part del gabinet de ministres, i aquest partit es va presentar com un dels més decidits sostenidors de la dictadura.
La CGT va declarar una vaga general per als dies 15, 16 i 17 de novembre. Aquest mateix dia, el govern militar va empresonar a més de 9.000 dirigents sindicals, inclosos Framini i Natalini. La vaga només va tenir adhesió en alguns districtes obrers com Avellaneda, Berisso i Rosario, i va haver de ser aixecat l'endemà d'iniciar-se. La CGT i la major part dels sindicats van ser intervinguts pels militars.
Amb la intenció d'impedir que fos utilitzat com a punt de reunió pels peronistes, el cadàver embalsamat d'Eva Perón va ser enviat clandestinament a Itàlia, i inhumat a Milà sota un nom fals. La residència presidencial, on havia residit Perón i en la qual havia mort Eva Perón, va ser enderrocada.
El 24 de novembre, un decret va declarar dissolt el Partit Peronista, en les seves branques masculina i femenina, i es va prohibir la reproducció de la marxa peronista. Milers de dirigents peronistes van ser empresonats pel sol fet d'haver estat legisladors o funcionaris del govern deposat, i posteriorment sotmesos a investigacions per part de comissions especials, que els van acusar de tota mena d'excessos, des d'actes de corrupció i de tràfic d'influències, fins de traïció a la Pàtria per l'excessiu poder atorgat a Perón.
Al març de 1955, el decret 4161/56 prohibia la utilització de símbols peronistes, la imatge de Perón o d'Eva Perón, i fins a la sola menció del seu nom, castigant aquests actes amb fins a sis anys de presó. Al mes d'abril es va decretar la nul·litat de la reforma constitucional de 1949, posant en vigor novament la de 1853, amb les reformes de 1860, 1866 i 1898. La mesura va generar alguns dubtes entre els mateixos polítics oficialistes, alguns dels quals afirmaven que un decret no tenia autoritat per a imposar la nul·litat d'una constitució; un dels ministres de la Cort Suprema de Justícia va renunciar, mentre que el govern va anunciar la pròxima convocatòria a una nova convenció constituent per donar-li legitimitat a aquesta decisió.
La política econòmica va estar regida per la intenció de tornar a una estructura productiva anterior als canvis de l'època peronista; l'aplicació del Pla Prebisch incloïa mesures com l'ingrés al Fons Monetari Internacional i al Banc Mundial, i la racionalització de la despesa pública, de manera que els salaris van tenir un retrocés relatiu i es van congelar projectes industrials i d'obra pública. No obstant això, es van mantenir algunes mesures proteccionistes, es van dur endavant alguns projectes energètics i es van promulgar decrets laborals, que establien millores en les assignacions familiars, condicions de treball i indemnitzacions per acomiadament i accidents de treball. La devaluació amb la qual es va voler combatre la inflació va afectar els salaris dels treballadors, d'altra banda la reducció de les subvencions estatals van acabar perjudicant els industrials.
Es va restablir el règim d'autonomia universitària, tot i que els docents peronistes o lligats amb el peronisme tenien prohibit l'accés a les càtedres. Es va crear la Universitat Nacional del Sud, mentre s'intentava transformar la Universitat Obrera Nacional (UON), en un institut de formació no universitària; la defensa dels seus estudiants i docents va aconseguir evitar el seu tancament, i el 1959 durant el govern d'Arturo Frondizi seria oficialitzada com Universitat Tecnològica Nacional (UTN). Es va fundar l'Institut Nacional de Tecnologia Agropecuària (INTA) i es va reorganitzar el CONITYC, reanomenant-lo amb el nom de Consell Nacional d'Investigacions Científiques i Tècniques (CONICET), designant al seu front al Premi Nobel Bernardo Houssay.
La política exterior de la dictadura va estar orientada gairebé únicament a conservar bones relacions amb els Estats Units. Al maig de 1957, agents argentins van intentar assassinar Perón a Caracas fent esclatar el seu automòbil, de manera que l'ambaixador argentí, el general Carlos Severo Toranzo Montero, va ser expulsat de Veneçuela.

### La resistència peronista
Els militars i civils partícips del cop d'Estat esperaven amb la seva actuació fer desaparèixer el peronisme de la faç política argentina, i simultàniament recompondre la situació política i econòmica al punt en què es trobaven el 1943. Però justament aquest intent va reafirmar la lleialtat a Perón dels sectors obrers, que en gran part es van dedicar a resistir passivament o activament a la dictadura i els seus aliats empresaris. En un primer moment, la resistència es va concentrar en el sabotatge de les pròpies empreses ocupadores, per mitjà de destrucció de maquinària i instal·lacions, per després passar a la col·locació de bombes casolanes (conegudes com a «caños») a les portes de negocis, fàbriques i oficines públiques. Amb una única excepció, no es va buscar atemptar contra persones, sinó contra edificis i llocs emblemàtics de les empreses i del govern militar.
La resistència era completament espontània, ja que ni Perón des de l'exili ni els principals dirigents peronistes des de la presó estaven en condicions d'organitzar cap coordinació per a aquest tipus d'actes. Un Comando Nacional del Partit Peronista, dirigit inicialment per John William Cooke i després per Rolando Lagomarsino, no va tenir influència en aquests actes. Només quan a mitjans de 1956 Perón va començar a enviar directives als seus seguidors, el Comando va ocupar el paper de difusor clandestí dels seus missatges i llibres, el primer dels quals es va titular La força és el dret de les bèsties. De totes maneres, Perón no estava en condicions de posar-se al capdavant de cap resistència, de manera que es va limitar a donar suport al que ja s'estava fent. En total, al llarg de la dictadura es van produir més de 500 atemptats.
Els intents peronistes de comptar amb mitjans de premsa propis fracassar ostensiblement, a causa de la rapidesa amb què s'aplicaven les mesures de censura contra ells. No obstant això, els dirigents nacionalistes que havien participat en el govern de Lonardi tenien els seus propis diaris i revistes polítiques, a través dels quals es van publicar les opinions i articles dels dirigents peronistes.
Tots els sindicats havien estat intervinguts, però la dictadura confiava en tornar-los a curt termini als propis treballadors, amb l'esperança que la majoria d'ells fossin socialistes i radicals. Tot i la intensa pressió oficial, la major part dels dirigents elegits per dirigir els sindicats des de principis de 1957 eren peronistes; Aramburu va preferir no recórrer a l'anul·lació de les eleccions sindicals i, molt contra la seva voluntat, va permetre a una nova ventrada de sindicalistes peronistes prendre el control dels sindicats més importants, nucleats primerament en les anomenades 62 Organitzacions Sindicals Peronistes, i finalment van controlar la mateixa CGT. Aquest mateix any es van produir milers de vagues, que van causar la pèrdua de tres milions de dies de treball.
Els dirigents polítics peronistes van intentar organitzar alguns partits propis, anomenats neoperonistes; entre ells, el més destacat va ser l'excanceller Bramuglia, que va crear la Unió Popular. Però van ser desautoritzats per Perón, que pretenia que s'aixequés completament les mesures que il·legalitzaven al peronisme i al propi general, ja que temia que aquests partits amenacessin el seu predomini polític en el moviment que havia creat.

### Els afusellaments

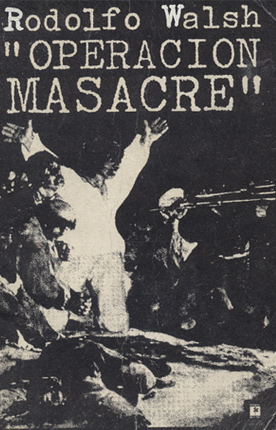
El llibre de Rodolfo Walsh, Operació Massacre, relata els afusellaments de civils en els abocadors de José León Suárez.

La desperonització havia arribat a l'Exèrcit, on la major part dels generals i coronels van ser desplaçats. En iniciar el seu govern, Aramburu va portar endavant una més àmplia purga de tots els oficials no clarament antiperonistes, fins i tot de rangs mitjans en l'escalafó; però a més van ser desplaçats els nacionalistes que havien format part central del govern de Lonardi. Això va portar a la conspiració no només als oficials peronistes, sinó també a molts altres que no ho eren; als sotsoficials, l'adhesió al peronisme havia truncat les seves carreres, i fins i tot a civils peronistes que desitjaven enderrocar la dictadura i retornar a un sistema democràtic. La dirigència màxima de cada grup conspiratiu va quedar en mans d'oficials nacionalistes d'alta graduació.
Hi va haver diversos intents d'organitzar revoltes contra Aramburu, però en gairebé tots els casos van ser truncats molt abans de poder-se dur a terme. Però la nit del 9 de juny de 1956, va esclatar un alçament dirigit pel general Juan José Valle. Aquest va aconseguir alguns èxits parcials en diverses unitats militars, però va fracassar en difondre la proclama revolucionària, amb la qual esperava sumar suports; l'únic grup que va aconseguir copar una ràdio a Santa Rosa, dirigit per Adolfo Philippeaux, només va aconseguir que la proclama fora llegida després de mitjanit. Aquesta mateixa nit, l'alçament havia estat derrotat. En els escassos enfrontaments es van produir set morts.
Els caps revoltats van ser arrestats, amb excepció dels generals Juan José Valle (que es lliuraria l'endemà passat i seria afusellat) i Raúl Tanco. Aramburu i Rojas van decidir fer un violent escarment ordenant l'afusellament de molts dels peronistes que s'havien revoltat contra la dictadura. En total es va anunciar l'afusellament de vint-i-dos revolucionaris detinguts, divuit d'ells militars i quatre civils. També van ser assassinats clandestinament 5 civils en els «afusellaments de José León Suárez», als que se suma Aldo E. Jofré, que va ser assassinat estant detingut i després simulat un suïcidi.
El decret que ordenava els afusellaments va ser dictat quan les execucions ja havien començat i la revolta havia estat derrotada. Va ser avalat també pel Junta Consultiva Nacional de la dictadura, integrada pels representants de la Unió Cívica Radical, Partit Socialista, Partit Demòcrata Nacional, Partit Demòcrata Progressista i el Partit Demòcrata Cristià. Ha estat objecte de forts qüestionaments jurídics i humanitaris. El 14 de juny, un cop finalitzats els afusellaments, el representant socialista a la Junta Consultiva, Américo Ghioldi, escrivia a la portada del diari partidari La Vanguardia: «S'ha acabat la llet de la clemència».

### LaLibertadorabusca una continuïtat
La derogació de la Constitució del 49 va ser qüestionada per diversos sectors, a causa que no es podia acceptar jurídicament que un govern (més encara, un govern «provisional») derogués una constitució i imposés una altra. La Cort Suprema, renovada per complet per la dictadura, si bé acceptava la legitimitat del règim per aplicació de la doctrina dels governs de facto, va qüestionar la decisió i un dels seus membres, Jorge Vera Vallejo, va presentar la seva renúncia.
Aramburu es va prendre més d'un any per convocar eleccions per convencionals constituents, mentre es reorganitzava el padró electoral, ja que s'acusava al peronisme d'haver-lo falsejat. Quan finalment les mateixes van ser convocades, es va excloure expressament de les mateixes al peronisme i a qualsevol expressió neoperonista. Atès que ningú podia estar segur de qui heretaria el suport popular del peronisme, es va considerar que aquestes eleccions servirien també per mesurar la força respectiva dels partits, el que el socialista Américo Ghioldi va anomenar el «recompte globular».
El radicalisme, en el qual ja tenien lloc fortes discussions sobre qüestions econòmiques (entre postures liberals i proteccionistes) i sobre l'actitud a prendre respecte del peronisme, va acabar per dividir-se en dos partits diferenciats: els grups que seguien a Balbín i a Sabattini van formar la Unió cívica Radical del Poble (UCRP), mentre els que seguien a Frondizi van crear la Unió cívica Radical Intransigent (UCRI); tots dos partits es van presentar a les eleccions per a la Convenció Constituent, però mentre la UCRP aspirava a aprofitar-la per imposar certes reformes, la UCRI impugnava la seva legitimitat per haver sorgit d'un govern de facto.
Per la seva banda, els peronistes van proposar als seus seguidors el vot en blanc. En les eleccions, celebrades el 28 de juliol de 1957, el vot en blanc va superar (encara que per escassa diferència) als de la UCRP, que van obtenir la primera minoria dels convencionals. Amb més de dos milions de vots en blanc, el peronisme demostrava clarament que, malgrat tots els esforços de l'Alliberadora, seguia sent una força política molt important.
En la seva primera sessió, la Convenció Constituent va convalidar la decisió del govern militar de declarar nul·la la Constitució de 1949 i establir la vigència de la Constitució de 1853. Els representants de la UCRI es van retirar de la sessió després de declarar la seva invalidesa. L'endemà, els diputats de la UCRP i del Socialisme van intentar aprovar una sèrie de drets socials i laborals, davant la qual cosa els representants dels partits conservadors van decidir retirar-se; abans de quedar-se sense quòrum, la Convenció va aconseguir a sancionar l'Article 14 bis, que incloïa alguns drets del treballador, dels gremis i de la seguretat social. A continuació, la Convenció va quedar informalment dissolta per falta de quòrum.
La dictadura va intentar llavors organitzar la seva continuïtat a través de la UCRP, ja que aquest era l'únic partit que podia aspirar a la «herència» de l'Alliberadora (i de la seva obsessió antiperonista), i aquesta va desplaçar de les preferències del govern fins i tot als conservadors.

### El pacte Perón-Frondizi

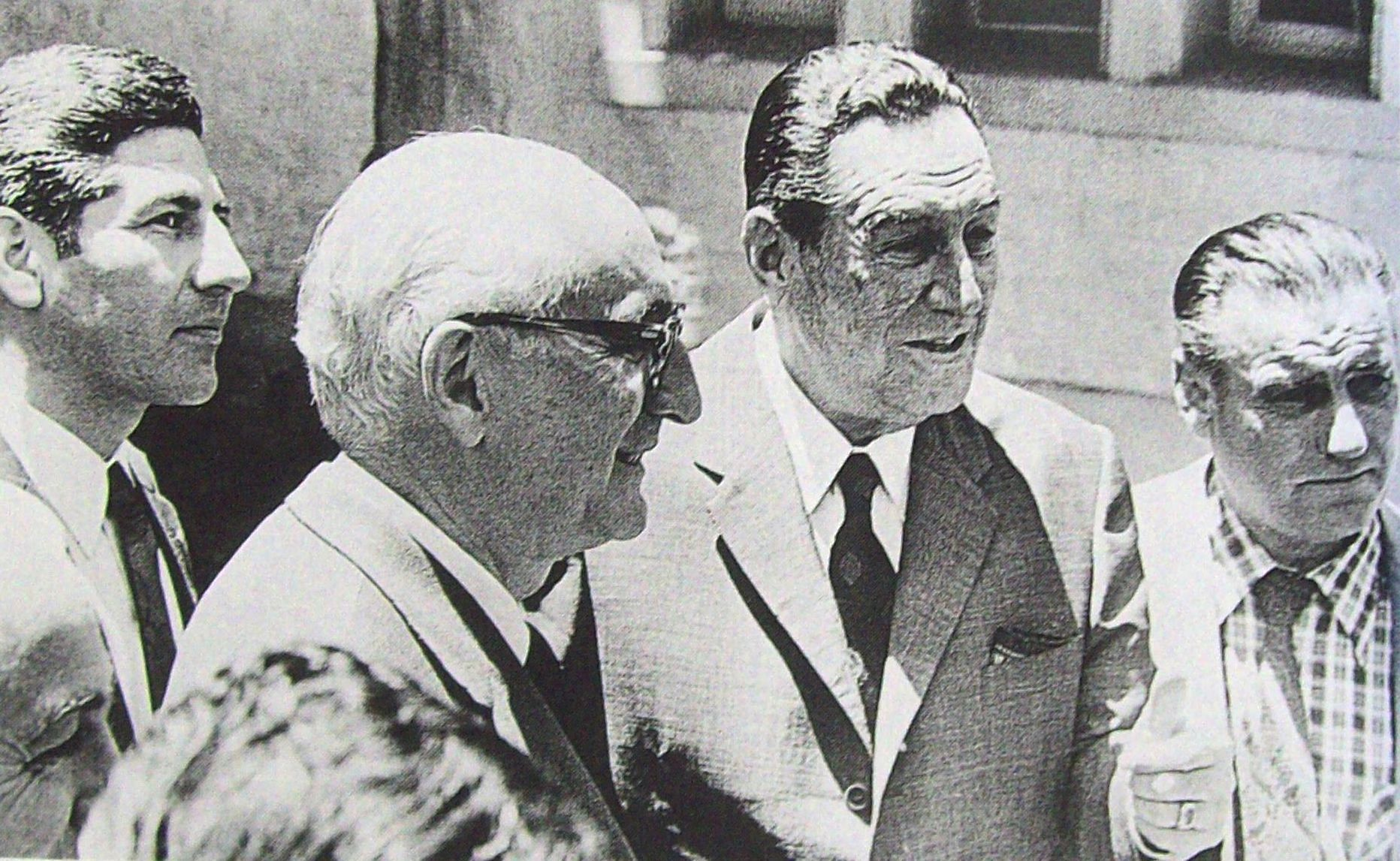
Juan Domingo Perón i Arturo Frondizi van passar de ser opositors a la dècada del 1940 i part del 1950, a ser aliats a les dècades del 1960 i 1970, integrant els mateixos fronts electorals

Derrotat (per un ampli marge) per la UCRP, el frondizisme va començar a acostar-se als peronistes, proposant la fi de la majoria de les restriccions i la devolució dels sindicats als treballadors. La seva aspiració era absorbir els vots peronistes, que li podien donar la victòria a les futures eleccions nacionals.
A la segona meitat de 1957, diversos sindicats van tenir eleccions lliures, i en molts d'ells la victòria va correspondre als peronistes; entre agost i setembre, un gran Congrés General de la CGT va fracassar en nomenar a les seves noves autoritats; els sindicats peronistes es van concentrar en les anomenades 62 Organitzacions, mentre els «democràtics», especialment socialistes, van reunir 25 gremis en una organització a part. La sola diferència dels nombres (encara que no tingués necessària correlació amb el nombre d'adherents de cadascun) va deixar en el moviment obrer la sensació que, inevitablement, els peronistes recuperarien aviat la conducció de la CGT.
Frondizi va multiplicar els gestos d'acostaments amb els polítics i dirigents peronistes. Per la seva banda, Aramburu va començar a donar un gir en la seva política, i va arribar a dubtar en públic sobre aixecar la proscripció contra el peronisme. Això el va portar a un dur enfrontament amb Rojas, que el va obligar a fer marxa enrere amb el projecte.
Sense l'autorització expressa de Perón, els gestos de Frondizi no eren suficients. De manera que, el gener de 1958, el representant directe de Frondizi, Rogelio Julio Frigerio, es va reunir amb Perón a Caracas; i al mes de febrer, pocs dies abans de les eleccions, i quan Perón ja s'havia mudat a la República Dominicana, es va segellar el Pacte Perón-Frondizi. Mai es va trobar un text escrit del pacte, i diferents historiadors i analistes han donat versions molt diferents sobre el seu contingut; Frondizi va negar l'existència del pacte, mentre els peronistes sostenien que incloïa l'aixecament de totes les restriccions sindicals i polítiques. La versió difosa per Perón inclou també el suposat compromís per part de Frondizi de cridar a una nova Convenció Constituent i cridar a noves eleccions en el termini de dos anys.
Perón va ordenar finalment als seus seguidors votar a Frondizi, el que va portar a la UCRP i molts dirigents de la dictadura a acusar Frondizi de «traïció» a l'Alliberadora.
El 23 de febrer, Frondizi va obtenir una mica més de quatre milions de vots, mentre Balbín (de la UCRP), va obtenir 2.640.000; va haver més de 800.000 vots en blanc, i el Partit Socialista va sortir tercer, amb només 262.000 vots. La UCRP va aconseguir la majoria a les dues cambres del Congrés i la governació de totes les províncies.
Rojas, els ministres radicals i altres partidaris de la dictadura van exigir a Aramburu que anul·lés les eleccions causa de la «traïció» de Frondizi, però el general va considerar una qüestió d'honor complir amb la seva paraula; el 1r de maig va lliurar la presidència a Arturo Frondizi.

## Frondizi: l'experiment desenvolupista
Els governs dels radicals Arturo Frondizi i Arturo Illia van ser triats per la població però amb severs impediments imposats per les dictadures que els van precedir. Frondizi va ser triat amb la prohibició del peronisme i el comunisme, així com amb la proscripció de Juan Domingo Perón. Illia va ser elegit amb els mateixos impediments, als quals es va agregar la impossibilitat de presentar-se com a candidat del propi Frondizi, qui es trobava en aquest moment empresonat pels militars. Addicionalment, els governs de Frondizi i Illia van estar condicionats pel poder militar. Per aquesta raó Marcelo Cavarozzi va definir els dos règims com "semi-democràcies".

### Les reformes econòmiques

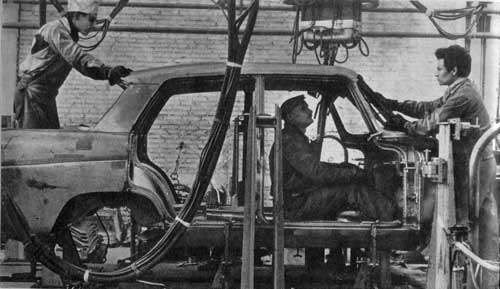
Línia d'assemblatge del Siam Di Tella 1500 (1959). Es van assentar diverses fàbriques estrangeres i nacionals que van començar a construir automòbils a Argentina

La seva política econòmica va estar regida pel desenvolupisme com a política bàsica de govern, a partir de les recomanacions de la CEPAL i les definicions de l'anomenada teoria de la dependència, desenvolupada a partir de la dècada del 1950 per intel·lectuals d'Amèrica Llatina, tot i que el desenvolupisme frondizista va recórrer principalment a la radicació d'empreses multinacionals (abans que a l'Estat) com a factor d'impuls del desenvolupament industrial. Aquesta política va coincidir amb una etapa de gran expansió transnacional de les empreses estatunidenques. Les branques industrials privilegiades en aquesta segona substitució d'importacions van ser la automotriu, la petroliera i petroquímica, la química, la metal·lúrgica i la de maquinàries.
La inflació va arribar a un màxim del 113% anual el 1959; per combatre-la, el govern va llançar un increment salarial del 60%, mentre feia un gran esforç per reduir la despesa pública. Gràcies a l'explotació petroliera i l'increment de la producció, la inflació va baixar el 1960, tenint un índex del 27,1%, i el 1961 del 13,7%.
Es van establir nombroses indústries multinacionals en el sector d'automoció, més algunes argentines com la Siam Di Tella, apropant progressivament l'objectiu d'autoproveir-se d'automòbils. La producció de l'empresa Siam Di Tella va augmentar també en altres sectors, passant ara la producció de rentadores, que va passar de 2.000 unitats a l'any a 38.000 unitats el 1958.
També es va produir una important inversió privada en la siderúrgia i en la petroquímica, sumant en total uns mil milions de dòlars en màquines i equipaments importats. El 1960 es va inaugurar el primer alt forn de SOMISA a San Nicolás de los Arroyos, creant-se dotze mil llocs de treball.
Amb el propòsit d'aconseguir l'autoabastiment d'hidrocarburs, el 1958 es van signar contractes amb empreses petrolieres estatunidenques perquè aquestes operessin per compte d'YPF per un total de 200 milions de dòlars. La inversió privada va quedar limitada a l'exploració i extracció, però no a la seva comercialització, i la propietat del subsòl va continuar en mans de l'estat.
La batalla del petroli enfrontaria al govern i a tots els altres sectors al llarg de tota la presidència de Frondizi; fins i tot dins del propi partit governant havia veus que reclamaven contra aquestes concessions. El president, que s'havia pronunciat amb anterioritat contra els acords petrolífers, va argumentar que es tractava de contractes de locació d'obres, no de concessions d'extracció. L'argument no va convèncer l'oposició i als sindicats petroliers, que van declarar una vaga general en repudi als contractes. El president va decretar l'estat de setge, posant presos a sindicalistes peronistes, amb el que, de fet, va quedar trencat el Pacte Perón-Frondizi.
En tres anys de gestió es va aconseguir un augment del 150% en la producció de petroli i gas natural, i per primera vegada en la seva història, l'Argentina va aconseguir l'autoabastiment de petroli, passant d'importador a exportador. Per aquest mitjà es va produir un estalvi de centenars de milions de dòlars anuals en importació de cru, que van ajudar a crear en els següents tretze anys un creixement industrial gairebé ininterromput. També es va fundar Serveis Elèctrics del Gran Buenos Aires (SEGBA), una empresa pública encarregada de la producció, distribució i la comercialització de l'energia elèctrica.
L'obertura al món també es va produir en el camp cultural, quan certes manifestacions culturals que havien quedat soterrades sota el peronisme van florir durant aquest període. Les universitats van adoptar noves disciplines, com la sociologia i la psicologia. Va haver-hi projectes culturals, com va ser el cas de l'editorial Eudeba que va arribar a tenir un públic molt extens. D'altra banda temes com la psicologia o temes socials van aflorar en el cinema, com en les pel·lícules de Leopoldo Torre Nilson i Fernando Ayala, mentre que el teatre independent popularitzat a grans autors contemporanis i l'Institut DiTella va començar a difondre les avantguardes artístiques, que l'Estat va fomentar des del Fons Nacional de les Arts. El CONICET i l'INTA van promoure la investigació científica rigorosa d'acord amb els estàndards nacionals. Els avenços tecnològics van revolucionar als mitjans d'entreteniment popular, la ràdio Spika va fer possible que la gent pogués seguir a l'instant les gestes dels grans esportistes del país com Juan Manuel Fangio. La revista Què! va desenvolupar el format de magazine estatunidenc a l'Argentina i Tía Vicenta va revolucionar l'humor gràfic al país, a més el seu creador Landrú, va ser el primer llibretista de Tato Bores qui va introduir l'humor polític a la televisió argentina.
Després de fracassar en la modernització del transport ferroviari, el govern va decidir tirar endavant el Pla Larkin; tancar un terç de tots els ramals (invertint en canvi en rutes i camins) i vendre milers de locomotores a vapor i vagons com a ferralla, per importar els necessaris per a la resta de les vies. Aquesta mesura va portar a una llarga sèrie de vagues ferroviàries, després de la qual el govern va haver d'acceptar la reincorporació del personal acomiadat, però les línies fèrries van continuar clausurades El ministre d'Obres i Serveis Públics, Arturo Acevedo, era el president de la siderúrgica Acindar, que va comprar a preu de ferralla la major i millor part del material rodant de Ferrocarrils Argentins.

### Laica o Lliure

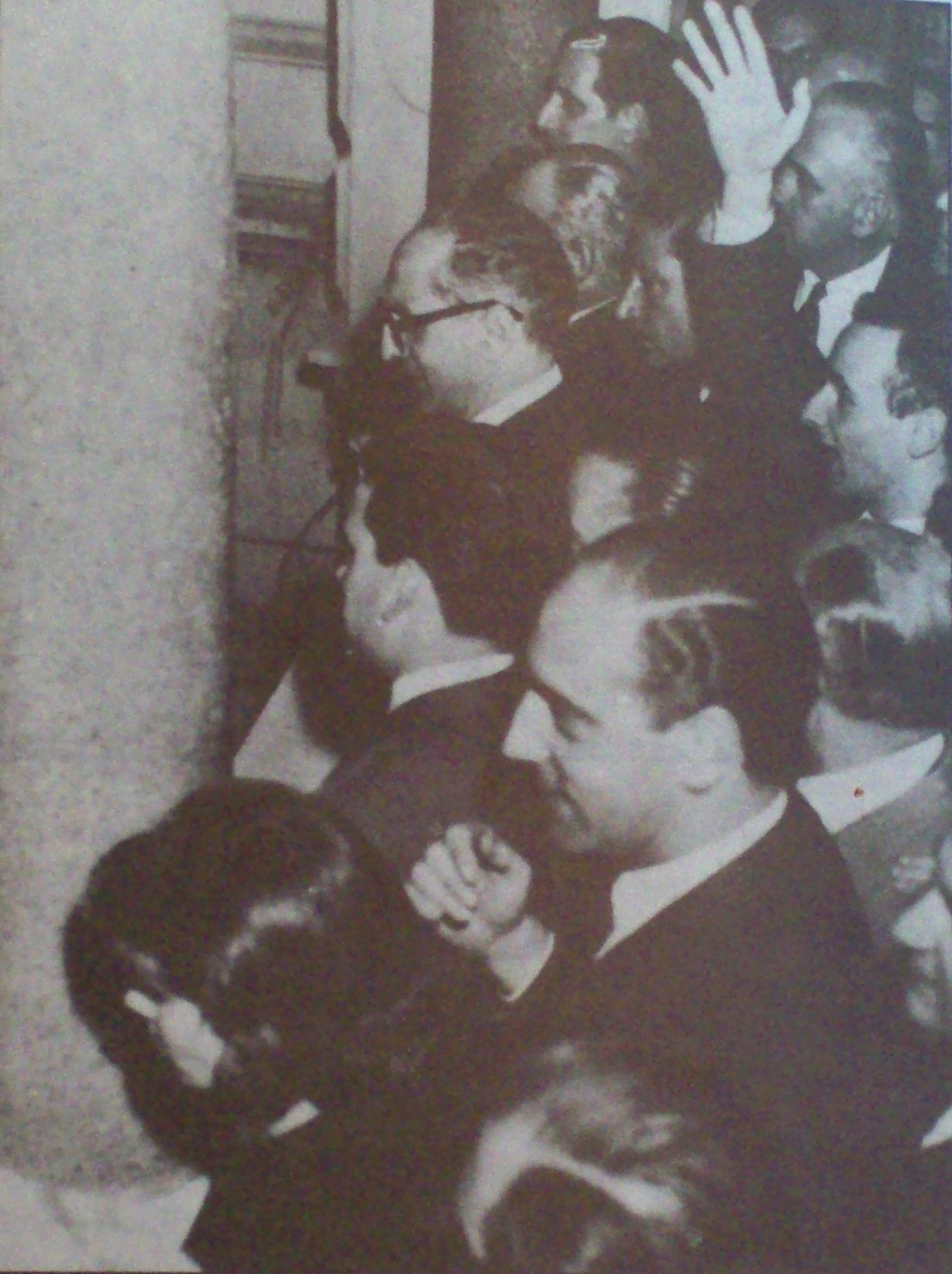
Frondizi (tercer des del fons, en primera línia) observa des del balcó de la Casa Rosada una manifestació laïcista contra l'ensenyament lliure (agost de 1958)

Durant la Revolució Alliberadora, Manuel Vicente Ordóñez era membre de la Junta Consultiva Nacional, i el polític demòcrata cristià Atilio Dell'Oro Maini va participar com a ministre d'Educació dels presidents de facto Eduardo Lonardi i Pedro Eugenio Aramburu. El 22 de desembre de 1955, Atilio Dell'Oro Maini va promoure el decret-llei 6.403, que va permetre la creació d'universitats privades amb capacitat per a lliurar títols i diplomes acadèmics, consagrant l'autonomia universitària. Gràcies a aquestes gestions, el 8 de juny de 1956 va ser creada la Universitat Catòlica de Córdoba entre altres institucions educatives superiors privades.
Però durant el govern del president constitucional Frondizi, l'any 1958, hi va haver un moviment creat a partir de la sanció de dos grans lleis sancionades durant aquest govern; l'aprovació de l'Estatut del Docent i la que va habilitar a les universitats privades a emetre títols professionals. Va ser aquesta última la que va motivar una gran protesta estudiantil coneguda com a «Laica o lliure».
L'abolició del monopoli estatal sobre l'educació universitària era una aspiració històrica principalment de l'Església catòlica, institució que havia fundat les primeres universitats del país, després expropiades. Un antecedent clar en aquest sentit és José Manuel Estrada.
El moviment estudiantil organitzat en la Federació Universitària Argentina (FUA) es va oposar immediatament a l'habilitació de les universitats privades i va organitzar un pla de mobilitzacions amb suport dels sindicats, els estudiants secundaris i els partits polítics de l'oposició, sota el lema de «Laica o lliure», una de les mobilitzacions més grans de la història del moviment estudiantil argentí. Aquests estudiants defensaven la bandera de la «ensenyament laic» (oposada al projecte de llei frondizista), mentre que el govern, els radicals frondizistes, democrata cristians, els nacionalistes catòlics, peronistes aliats i la jerarquia de l'Església catòlica, defensaven la bandera de la «ensenyament lliure».
El 28 d'agost de 1958, els set rectors de les set universitats nacionals (entre ells José Peco, Josué Gollán, Oberdán Caletti i el germà del president de la Nació, Risieri Frondizi) van demanar al Poder Executiu Nacional la no concertació del decret per a universitats privades, argumentant que era «perquè no es veiés alterada la vida institucional i acadèmica del país». Gairebé simultàniament van començar les manifestacions i actes de protesta laïcistes, que primer es van fer dins de les facultats, i després es van traslladar als carrers. Per als anomenats «laics», Frondizi era un instrument de l'Església; van arribar a calar foc una efígie del president Frondizi, la figura estava representada vestida (segons l'historiador Félix Lluna) amb una grotesca sotana clerical.
Finalment, el sector de radicals frondizistes, democrata cristians, nacionalistes catòlics i aliats liderat pel president Frondizi va aconseguir consagrar l'aprovació d'aquesta reforma, que va permetre atorgar personalitat jurídica a les noves universitats, com la Universitat Catòlica Argentina el 1959.

### Sindicalistes i peronistes
Des de 1957 es van celebrar eleccions en els gremis, guanyant el peronisme la majoria d'ells. Els sindicats s'havien agrupat en tres grups: les 62 Organitzacions (peronistes), els 32 Gremis Democràtics (socialistes i radicals) i el MUCS (comunistes).
Inicialment, el govern de Frondizi va derogar diversos instruments de repressió contra el peronisme i el moviment obrer. En aquesta línia, el 26 de juny de 1958, el Congrés Nacional va derogar el decret-llei 4161/56 sancionat per la dictadura per prohibir al peronisme, i va sancionar una llei d'amnistia que va deixar en llibertat els milers de peronistes i sindicalistes empresonats per la revolució Alliberadora. También va derogar la Llei de Residència n. 4144, dictada el 1902, que el sindicalisme argentí venia denunciant des de la seva mateixa sanció.
Durant el govern de Frondizi, es va sancionar la nova Llei Sindical n. 14.455, establint un model sindical de llibertat absoluta de creació de sindicats per simple inscripció i atribució del personal gremial, al més representatiu de tots, per tal d'unificar la representació obrera davant els ocupadors, el govern i les organitzacions internacionals. La llei va establir també el reconeixement de la figura del delegat, com a representant sindical en el lloc del treball elegit per tots els treballadors, disposant la prohibició del seu acomiadament sense autorització judicial.
El 1958, mitjançant la llei 14.499, es va disposar que cada jubilat cobrés automàticament un equivalent el 82% del que cobrava quan treballava.
A l'octubre de 1960, sindicats peronistes i independents van formar la Comissió dels 20, per exigir la devolució de la Confederació General del Treball (CGT), que romania intervinguda pel govern des del cop militar de 1955. Per pressionar el govern, la Comissió dels 20 va declarar el 7 de novembre una vaga general, que va obligar el president Frondizi a rebre'ls i finalment, acordar el 3 de març de 1961 la devolució de la CGT a la Comissió dels 20.
No obstant això, la seva política econòmica i educativa van generar gran resistència entre els sindicats i el moviment estudiantil, com les grans vagues dels treballadors petroliers, ferroviaris, de la carn, bancaris i metal·lúrgics, i les grans mobilitzacions obrer-estudiantils, organitzades per la FUA contra les universitats privades conegudes per un dels seus eslògans, «Laica o lliure».

### Oposició, terrorisme i repressió

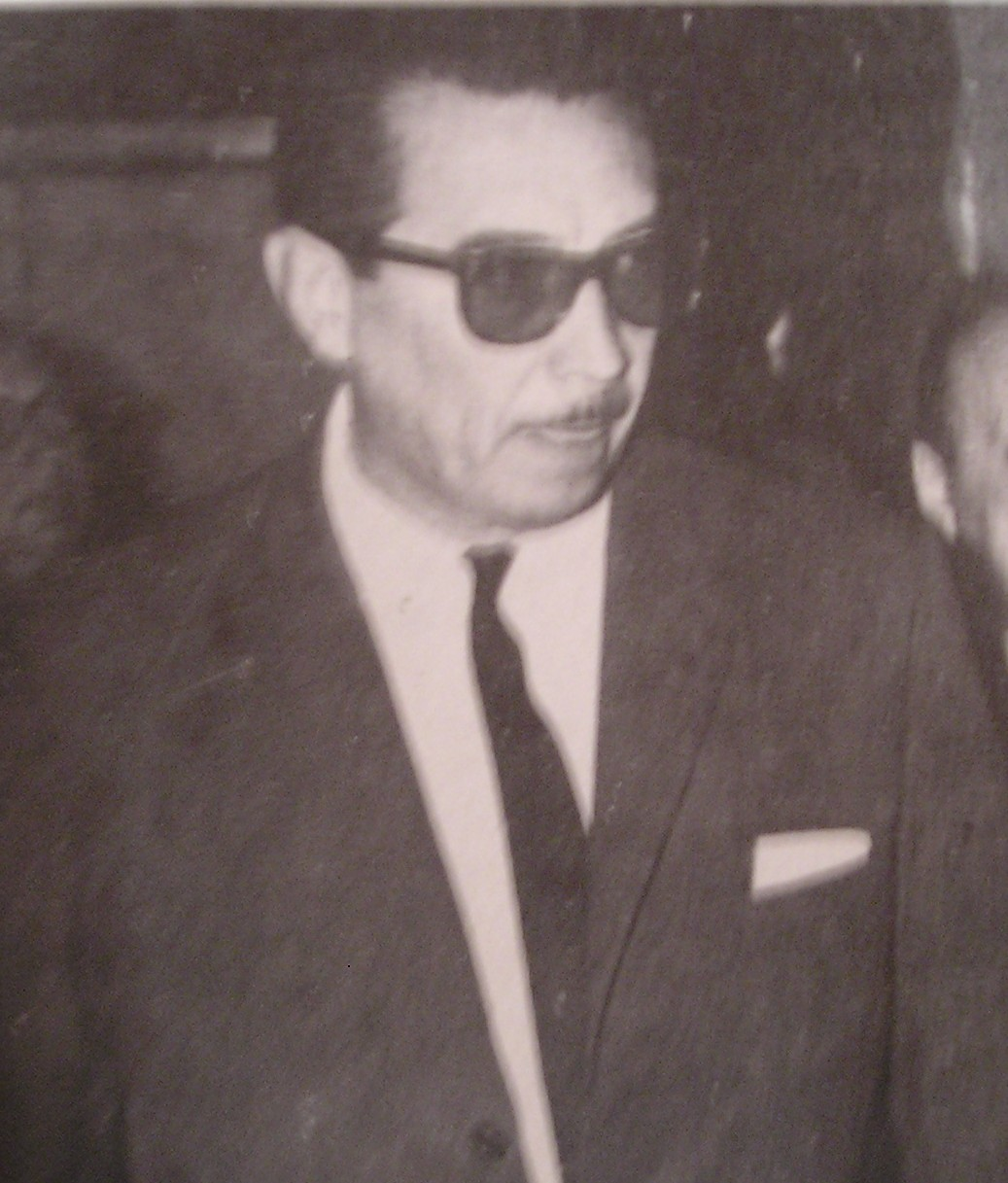
El sindicalista Andrés Framini va ser un dels centenars d'empresonats per Frondizi mitjançant el Pla CONINTES. El seu empresonament va generar una condemna de l'OIT contra el govern

El novembre de 1958, Frondizi va dictar un decret secret que permetia al president declarar l' «Estat CONINTES» (Conmoción Interna del Estado, Commoció Interna de l'Estat), que permetia declarar zones militaritzades als principals centres o ciutats industrials com La Plata, i autoritzava a les Forces Armades a realitzar violacions de domicilis i detencions (en les quals es interrogaven sindicalistes i peronistes) sense complir les normes constitucionals. A més, durant l' «Estat CONINTES» serien declarades il·legals les vagues i manifestacions. El decret no entraria en vigor fins que ho disposés el President. L'objectiu del decret era preventiu, davant d'un possible augment de les activitats violentes de la resistència peronista, però també considerava la possibilitat de la formació de guerrilles rurals, després del reeixit exemple de la Revolució Cubana, o de guerrilles urbanes; entre aquestes últimes, només tenia importància el Moviment Nacionalista Tacuara, que principalment es dedicaven a la violència antisemita. Pel que fa a la guerrilla rural, la primera a entrar en acció al país va ser la dels Uturuncos, d'inspiració peronista, que va iniciar les seves activitats al desembre de 1959 a Santiago del Estero i Tucumán, encara que van ser reduïts en pocs mesos, sense causar gairebé baixes.
També les activitats del sindicalisme peronista van prendre un gir progressivament més violent al llarg del 1959; indignats per la ruptura del pacte Perón-Frondizi, els sindicalistes van generalitzar les preses de fàbriques per diversos dies, incloent a vegades el segrest dels directius. El cas més notable va ser la presa el gener de 1959 del Frigorífico Lisandro de la Torre, símbol del proteccionisme en el sector agroalimentari, l'endemà de la sanció d'una llei que disposava la seva privatització. El govern va respondre amb un atac massiu de la Gendarmeria i l'Exèrcit, que va utilitzar tancs de guerra contra obrers en vaga. 264 obrers van ser arrestats i 5.000 van ser acomiadats.
El 12 de març de 1960, una bomba col·locada al domicili del capità de l'exèrcit David Cabrera, va matar la seva filla de dos anys i va causar ferides a greus seu fill de sis anys, en esfondrar pràcticament tot l'habitatge. Davant l'exigència dels militars d'implantar la llei marcial, dos dies més tard, Frondizi va posar en execució el Pla CONINTES a tot el país. Centenars de dirigents opositors, sindicalistes i activistes estudiantils van ser detinguts; la persecució no es va centrar en grups sospitosos de terrorisme, sinó que va aconseguir a qualsevol sindicalista, dirigent peronista o opositor a les universitats privades. Per això es van habilitar presons militars i la presó d'Ushuaia, que havia estat clausurada per Perón. Entre els presos més destacats van estar el comunista Rubens Íscaro, els peronistes Andrés Framini i José Ignacio Rucci, i el folklorista paraguaià José Asunción Flores. El pla CONINTES va regir des de març de 1960 fins a agost de 1961.
Una resolució judicial ha considerat al Pla CONINTES com un antecedent immediat de la Doctrina de la Seguretat Nacional.

### L'alçament del 30 de novembre de 1960
El 30 de novembre de 1960, un grup de civils i militars, alguns en activitat i altres en situació de retir, comandat pel general Miguel Àngel Iñíguez, va dur a terme accions armades amb l'objectiu de deslligar una insurrecció general que enderroqués al president Frondizi. Els rebels es van apoderar d'instal·lacions militars i civils a les ciutats de Rosario i Tartagal, van fer detonar explosius en el Gran Buenos Aires, i van tallar les vies de ferrocarril i les línies de telèfon i telègraf a la ciutat de Mendoza, deixant-la temporalment incomunicada. Algunes hores després, efectius lleials al govern van recuperar les casernes i instal·lacions amb un saldo de quatre morts (un oficial atacant, i un sotoficial i dos rebels defensors) a més de diversos ferits.
L'alçament va revifar altres temes de discussió, entre els quals hi havia la qüestió de la legalització dels partits polítics i de les eleccions a realitzar-se en febrer de 1961, i va ser utilitzat com a excusa per a benefici propi per diferents actors polítics. Robert Potash afirma que aquest episodi va marcar un canvi en l'actitud cap al govern per part de l'Exèrcit, que va decidir reemplaçar la política de vigilància seguida fins al moment, per una altra de control directe sobre els actes del President.

### Política internacional

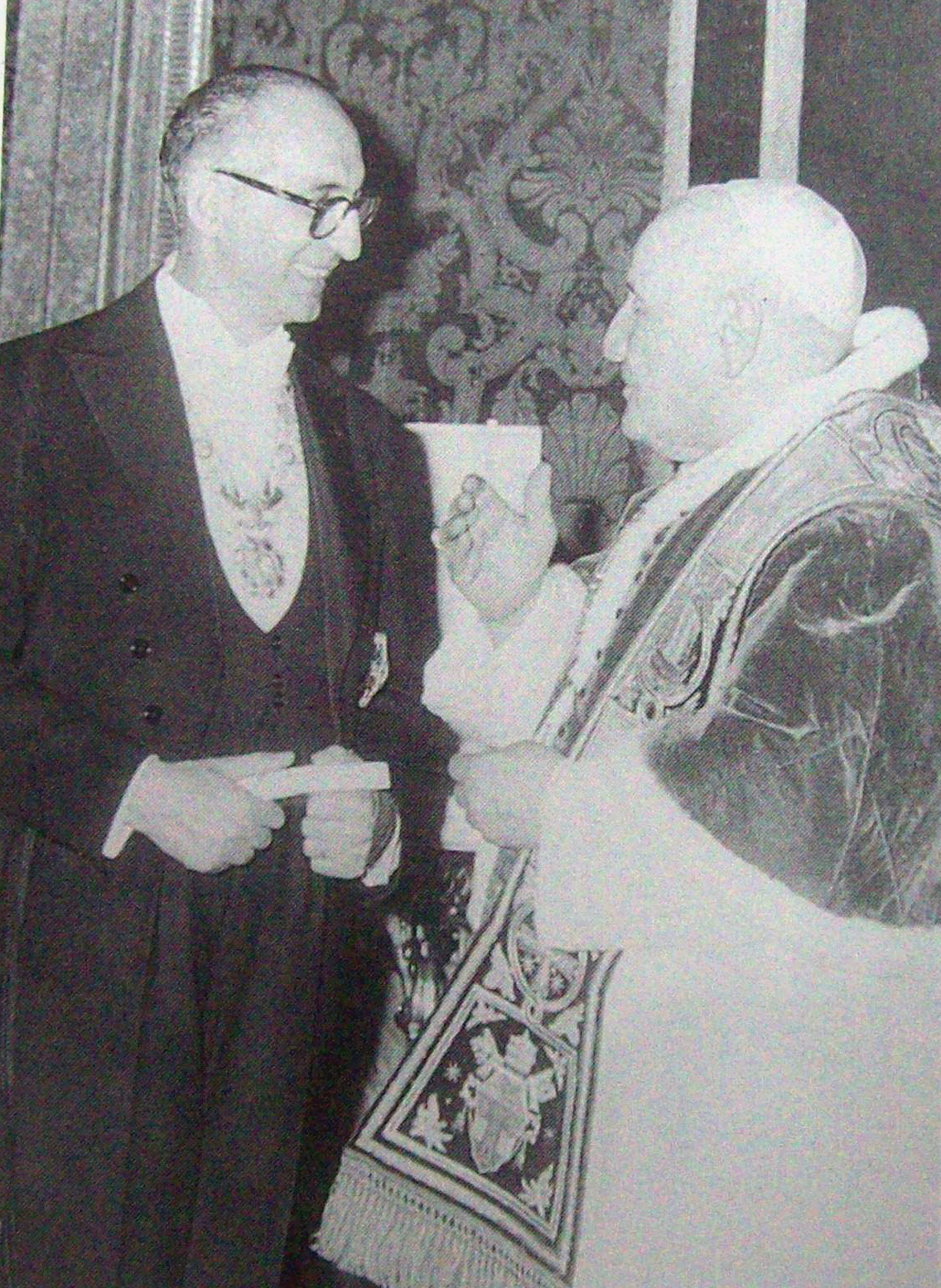
Arturo Frondizi durant una visita a Europa (1960), on va visitar al Papa Joan XXIII a la Ciutat del Vaticà

El Pontífex va ser qui li va donar el sobrenom de «l'estadista d'Amèrica», fent-li veure que a Itàlia també calien polítics com ell. El gener de 1959, Frondizi va fer la primera visita d'un president argentí als Estats Units, on va ser molt ben rebut; la visita coincidia amb la irrupció de l'Exèrcit a Frigorífico Lisandro de la Torre, ocupat pels seus treballadors, els quals protestaven en contra dels acomiadaments. En resposta de la visita del mandatari argentí, el president Dwight Eisenhower va visitar l'Argentina al març de 1959, quan tots dos estats van signar un tractat sobre la protecció dels parcs nacionals. L'abril del 1959, Frondizi va visitar les capitals d'Uruguai, Brasil, Xile i el Perú, i en totes elles hi va dispensar amb una excel·lent acollida. Aquest any, també va visitar l'Argentina el líder de la Revolució Cubana, Fidel Castro, reunint-se amb el president; de resultes d'aquesta reunió, Frondizi va ser pressionat repetidament pels militars.
Per primera vegada en la història de l'Argentina es van dur a terme acords econòmics amb la Unió Soviètica, i Frondizi va obtenir un crèdit de 100.000.000 dòlars per a l'adquisició de material per a extreure petroli. Però en 1959, alguns membres de l'ambaixada soviètica van ser expulsats, acusats de ser partícips en actes terroristes, i el govern va prohibir les activitats del Partit Comunista, a més va donar per finalitzat la compra d'equips de petroli a aquest país, quan només s'havia emprat un terç del crèdit.
Frondizi també va dedicar la seva agenda a aprofundir en les relacions internacionals amb països asiàtics, com la rebuda de les visites del president d'Indonèsia, Sukarno, i la cancellera israeliana Golda Meïr, i la seva pròpia visita a l'Índia, on es va entrevistar amb el primer ministre Nehru. Un dels objectius buscats amb aquestes reunions era reforçar la posició internacional no alineada de l'Argentina davant la Guerra Freda.
Al maig de 1960, el servei secret israelià (el Mossad) va segrestar a Buenos Aires el criminal de guerra nazi Adolf Eichmann, per ordre del primer ministre David Ben-Gurion, i traslladat a Israel per ser jutjat. Malgrat els reclams argentins davant el Consell de Seguretat de Nacions Unides per la greu violació dels tractats d'assistència consular i a la sobirania nacional argentina, el govern Israelià va rebutjar qualsevol reclamació i va executar a Eichmann el desembre de 1961. Frondizi va trencar relacions diplomàtiques amb Israel, tot i que les va restablir pocs mesos més tard.
El gener de 1961, el canceller argentí Miguel Ángel Cárcano es va oposar a l'exclusió de Cuba de l'OEA. De totes maneres va signar el Tractat de Montevideo que va crear l'ALALC (Associació Llatinoamericana de Lliure Comerç) i va recolzar l'Aliança per al progrés enunciada pel president estatunidenc John F. Kennedy, a qui va visitar als Estats Units al març de 1961.
Al mes d'abril es va entrevistar amb el president brasiler Jânio Quadros, reunió que va ser mal rebuda pels militars, ja que Quadros venia de entrevistar-se amb Ernesto Guevara.
El president dels Estats Units John F. Kennedy desitjava que l'Argentina fos el mediador entre els Estats Units i Cuba en el conflicte de la «crisi dels míssils», ja que aquests dos països vivien un enfrontament molt greu motivat per la por que tenia Estats Units a que Cuba pogués tenir a la seva disposició armes nuclears provinents de la Unió Soviètica apuntant cap al seu territori. Per aquest motiu es va encoratjar, a petició del president estatunidenc, al fet que se celebrés una reunió entre Arturo Frondizi i Ernesto Guevara perquè es tractés l'espinós tema, a més que s'intentés encaminar les relacions entre els dos països després que els estatunidencs fracassessin quan van envair l'illa de Cuba. Frondizi va organitzar llavors una última visita d'Ernesto Guevara a l'Argentina, que va desembocar en una entrevista de prop de setanta minuts (segons el propi Frondizi) a Quinto de Olivos. La difusió de l'entrevista va causar una enorme crisi en la política argentina, i diversos caps militars van amenaçar amb enderrocar Frondizi. Dies més tard, Quadros seria enderrocat per la seva reunió amb Guevara. Exiliats cubans a Buenos Aires van forjar documents amb la intenció d'implicar membres del govern en un suposat complot castrista; Frondizi va ordenar una investigació cal·ligràfica, que va arribar a la conclusió que el cas de «les cartes cubanes» no era més que una mentida. Es va tractar d'una maniobra organitzada per la CIA. No obstant això, pressionat pels militars, Frondizi va acabar per trencar relacions amb Cuba al febrer de 1962.

### La reunió de Frondizi i Guevara

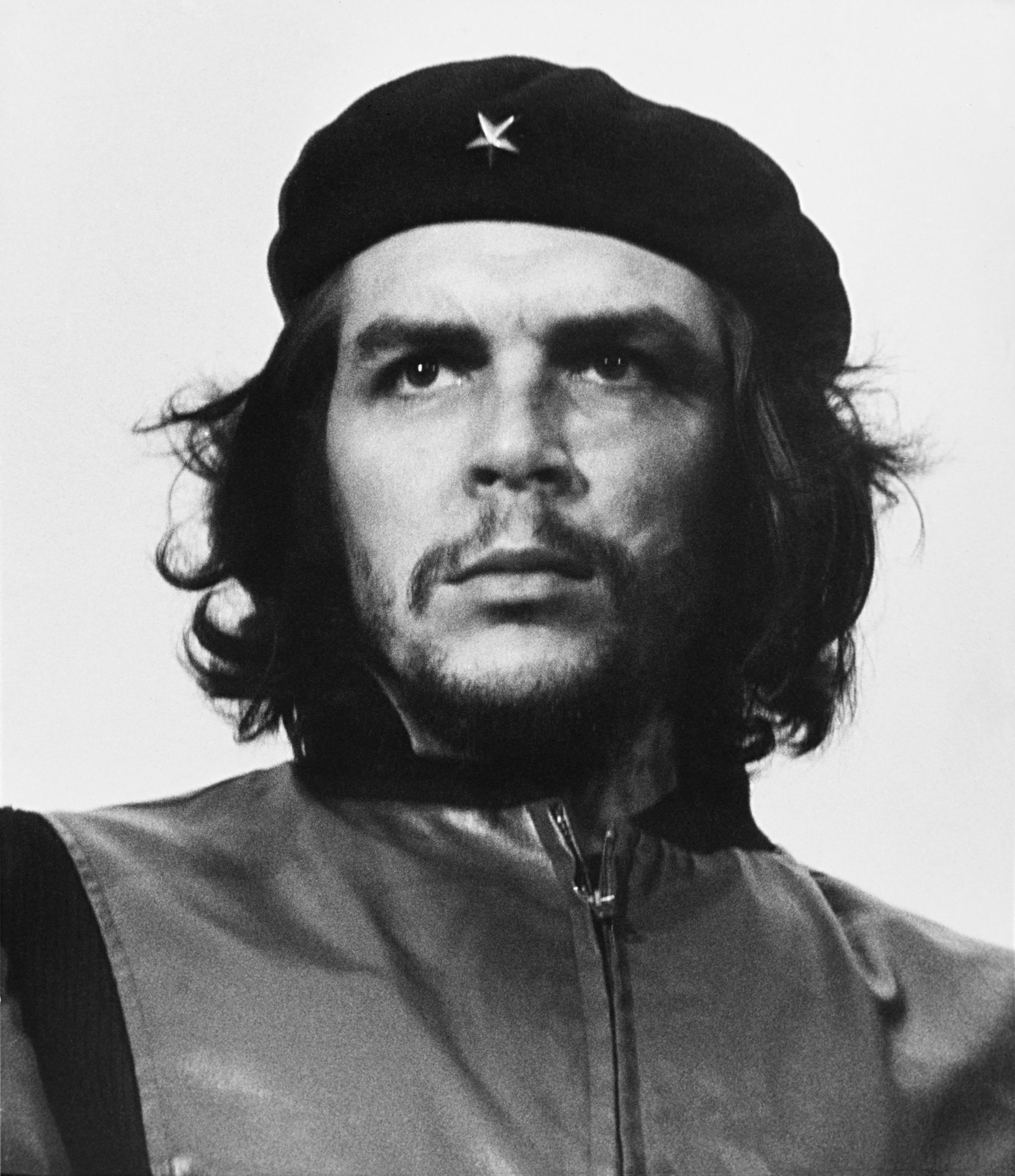
La reunió de Frondizi amb Ernesto Guevara de 1961 va provocar més tensió entre el president i els militars

El 18 d'agost de 1961 va visitar l'Argentina per només tres hores el comandant Ernesto Guevara; va ser la darrera vegada que Guevara va visitar l'Argentina. Per a tal ocasió, calia portar a Guevara de la manera més secreta possible, ja que si els militars s'assabentaven d'aquesta reunió es comportaria un gran problema polític per al país. L'elegit per portar al líder cubà per la seva cita a Argentina va ser el diputat Jorge Carrettoni, qui tenia l'ordre de no volar en el mateix avió que Guevara per no aixecar sospites.
La reunió secreta de Frondizi amb Guevara va provocar que vint dies després renunciés Adolfo Mugica del seu càrrec de ministre de Relacions Exteriors i Culte el 29 d'agost de 1961. L'actitud de Frondizi davant la Revolució Cubana de 1959, juntament amb la visita de Fidel Castro i, més tard, la d'Ernesto Guevara a l'Argentina, va fer que es tornés més tensa la relació que hi havia entre els militars argentins i el govern civil de la nació, sobretot després que Guevara hagués efectuat la seva visita al país en secret.
L'exèrcit va protestar formalment davant aquestes reunions amb els líders cubans, i va pressionar al president per canviar la seva política respecte a Cuba. Exiliats cubans a Buenos Aires van intentar forjar documents amb la intenció d'implicar membres del govern en un suposat complot castrista. Frondizi va ordenar una investigació, i fins al propi informe de l'exèrcit, el famós cas de «les cartes cubanes», no era més que una mentida. El poder executiu va designar a 21 perits cal·lígrafs tant de l'Estat com privats perquè investiguessin l'autenticitat d'aquests documents. Aquests cal·lígrafs van dictaminar que els documents eren barroeres falsificacions, ja que en el text es trobaven modismes no propis de Cuba, segells diferents i signatures que diferien molt de les originals (evidentment calcades). Mai es va saber qui va falsificar aquests documents. Segons l'historiador argentí Felipe Pigna, les cartes van ser «una historieta armada per la CIA».
Una vegada que es va descobrir la reunió entre el president i Guevara, Frondizi va dir:
| «                  | Només els febles eludeixen la confrontació amb homes que no pensen com ells. Cap dels estadistes de les grans nacions occidentals refusen parlar amb els dirigents dels països comunistes. Nosaltres no volíem ser mai governants d'un poble que té por de confrontar les seves idees amb altres idees. | » |
| — Arturo Frondizi. | |   |

El govern de Frondizi va estar summament restringit pel poder militar, sofrint vint aldarulls militars i sis intents de cop d'estat. Les Forces Armades limitaven la capacitat d'acció del president, impedint-li desenvolupar qualsevol iniciativa que es pogués interpretar com a favorable al comunisme o al peronisme. El 1959, va destituir del seu càrrec de Cap de l'Exèrcit, Carlos Severo Toranzo Montero, per les seves acusacions contra el govern. Però a causa de les pressions exercides per les Forces Armades va haver de restablir-lo en el càrrec.
Interpretant que Frondizi no havia complert el pacte amb Perón, els sindicalistes peronistes (que havien recuperat el control del moviment obrer) es van oposar enèrgicament a la política imposada per Frondizi, que va respondre instal·lant un règim repressiu conegut com a Pla CONINTES, que li permetia militaritzar els conflictes laborals, detenint a milers d'opositors. Constret per sectors enfrontats, Frondizi va buscar solucionar les successives crisis apel·lant a una política de fets consumats i de la persecució dels peronistes, als quals finalment va optar per intentar derrotar a les urnes.

### Les eleccions del 18 de març de 1962
El 18 de març de 1962, Frondizi va convocar a eleccions nacionals legislatives, que en alguns casos van coincidir amb eleccions provincials per a governador. El peronisme, encara sense estar plenament legalitzat, va poder participar a través de partits alternatius o neoperonistas (Unió Popular, Partit Popular, Tres Banderes, etc.). L'elecció clau era la de governador de la província de Buenos Aires, en la qual inicialment el peronisme va anunciar que presentava la fórmula Framini-Perón. Tot i que finalment el segon terme va ser ocupat per Marcos Anglada, la consigna «Framini-Anglada, Perón a la Rosada», revelava la decisió del peronisme de no acceptar proscripcions antidemocràtiques.
El peronisme va guanyar les eleccions legislatives en nou dels disset districtes en què es van realitzar sis governacions (Buenos Aires, Chaco, Neuquén, Riu Negre, Santiago del Estero i Tucumán), resultant triat així Framini, un combatiu sindicalista tèxtil, governador de la crucial província de Buenos Aires. Els militars volien que el president anul·lés les eleccions perquè el peronisme no tingués governadors, diputats, ni senadors; per evitar això, Frondizi va intentar fer una maniobra i va intervenir totes les províncies guanyades pel peronisme amb excepció de Neuquén, per tal d'impedir l'assumpció dels governadors peronistes electes, però sense anul·lar les eleccions, com li exigien les Forces Armades. Malgrat aquestes mesures Frondizi no va poder evitar el cop militar que el va enderrocar pocs dies després. El 29 de març va ser detingut per membres de les Forces Armades. Seria traslladat primer al sud per després quedar reclòs sense judici, primer a l'Illa Martín García i després a Bariloche, durant més d'un any.

## El cop d'estat del 29 de març de 1962

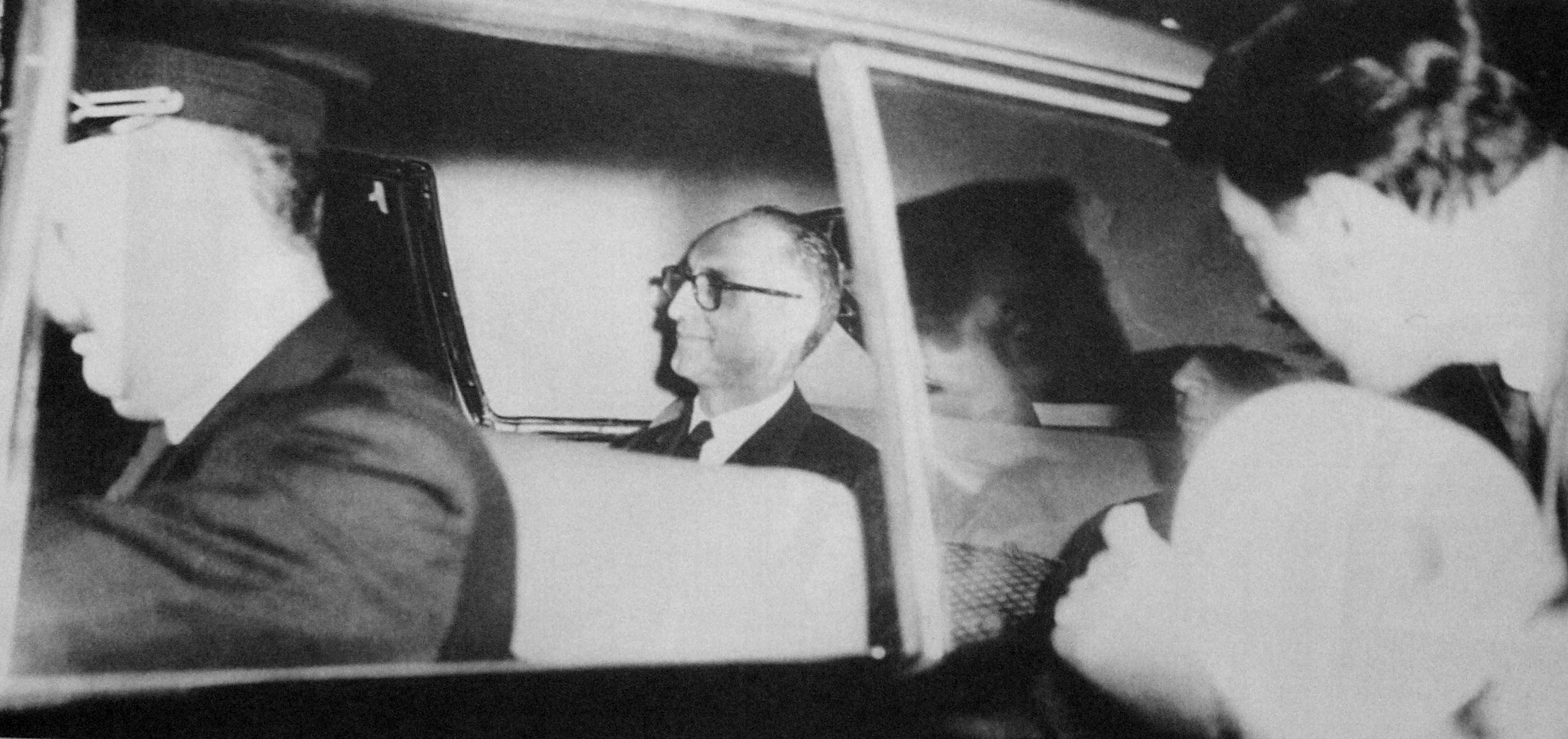
Arrest d'Arturo Frondizi

El cop militar del 29 de març de 1962 va tenir elements tragicòmics que van determinar que no fos un militar, sinó un civil, qui accedís al govern després d'enderrocar el president Arturo Frondizi (radical intransigent).
Frondizi va suportar durant el seu govern reiterats plantejaments i insurreccions militars, mitjançant els quals van arribar a imposar fins i tot al ministre d'Economia (Álvaro Alsogaray) i van acabar en el cop del 29 de març de 1962, liderat pel Tinent General Raúl Alejandro Poggi, l'Almirall Agustín Ricardo Penas i el Brigadier General Cayo Antonio Alsina, els comandants en Cap de l'Exèrcit Argentí, l'Armada Argentina i la Força Aèria Argentina respectivament.
El fet que va precipitar el cop d'estat va ser l'àmplia victòria del peronisme en les eleccions realitzades onze dies abans (en deu de les catorze províncies existents en aquell moment), incloent l'estratègica Província de Buenos Aires, on va triomfar el dirigent sindical tèxtil Andrés Framini. El peronisme havia estat proscrit per la dictadura militar de 1955, però Frondizi va tornar a habilitar-lo electoralment, encara que mantenint la prohibició a Juan Perón de presentar-se com candidat i tornar al país. Frondizi immediatament va intervenir les províncies en les que havia guanyat el peronisme, però el cop era imparable.
Produït l'alçament militar el 29 de març de 1962, el president Frondizi, detingut pels militars a l'illa Martín García, es va negar a renunciar («no em suïcidaré, no renunciaré i no me n'aniré del país»). Això va portar a interminables moviments, amenaces i gestions que van esgotar als líders de la insurrecció, que es van anar a dormir abans d'assumir formalment el poder. Durant el matí del 30 de març, el general Raúl Poggi, líder de la insurrecció victoriosa, es va dirigir a la Casa Rosada per fer-se càrrec del govern, i es va sorprendre amb el fet que els periodistes li comentaven que un civil, José María Guido, havia jurat aquell matí com a president al palau de la Cort Suprema de Justícia. Guido era un senador radical intransigent que presidia provisionalment la Càmera de Senadors a causa de la renúncia del vicepresident Alejandro Gómez. Tenint en compte això, la Cort Suprema de Justícia de la Nació, liderada per Julio Oyhanarte, va sostenir que l'enderrocament de Frondizi era un cas d'acefalia i va convèncer a Guido d'assumir la presidència per trobar-se en la línia successòria conforme la Llei d'Acefalía, cosa que aquest va fer jurant davant la Cort Suprema el matí del 30 de març.
Entre incrèduls, sorpresos i indignats, els militars colpistes van acabar acceptant a contracor la situació i van convocar a Guido a la Casa Rosada per comunicar-li que seria reconegut com a President, en tant i quan es comprometés per escrit a executar les mesures polítiques indicades per les Forces Armades, sent la primera d'elles anul·lar les eleccions guanyades pel peronisme. Guido va acceptar les imposicions militars, va signar una acta deixant constància d'això i recentment llavors va ser habilitat per aquests per instal·lar-se amb el títol de «President», però amb l'obligació de clausurar el Congrés Nacional i intervenir les províncies.
Efectivament, Guido va complir les ordres militars; va anul·lar les eleccions, va clausurar el Congrés, va tornar a proscriure al peronisme, va intervenir totes les províncies i va designar un equip econòmic de dreta que incloïa a figures com Federico Pinedo i José Alfredo Martínez de Hoz.
Finalment, el 1963 va tornar a convocar eleccions limitades, amb proscripció del peronisme, en què va resultar elegit president Arturo Illia (radical del poble), sortint segon el vot en blanc que molts peronistes van utilitzar com a forma de protesta. El President Illia va assumir el 12 d'octubre de 1963, i també seria enderrocat per un cop militar el 28 de juny de 1966.

## Guido: un president amb el Congrés clausurat

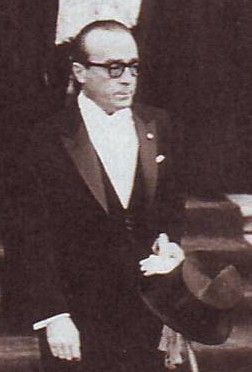
José María Guido, únic president civil de facto que va prendre possessió de la presidència després d'un cop d'estat a l'Argentina

L'endemà de l'assumpció de Guido, el Congrés va anul·lar les eleccions del març i va intervenir totes les províncies. Al mes d'abril, poc abans que s'iniciessin les sessions ordinàries del Congrés, Guido el va declarar dissolt. D'aquesta manera va assumir els poders executiu i legislatiu del país, sota control i supervisió de les Forces Armades que es van reservar el dret de remoure'l. Així mateix, Guido va mantenir detingut sense judici a l'expresident Frondizi, impedint que es presentés a les eleccions presidencials de 1963.
Un nou Estatut dels Partits Polítics, dictat en el mes de juliol, va servir d'instrument per a tornar al peronisme a la situació d'il·legalitat en que l'havia col·locat la Revolució Alliberadora.
Una crisi política contínua va caracteritzar al govern provisional de Guido. Per la resta, els seus actes de govern van passar gairebé desapercebuts per als historiadors. El ministre d'Economia, Federico Pinedo, va devaluar la moneda més d'un 15%, va augmentar un 30% els combustibles i l'energia, iniciant un nou procés inflacionari mentre es rebutjava tota possibilitat d'augments de sous. Davant les crítiques rebudes, Guido va reorganitzar el gabinet, incorporant diversos ministres de la UCRP. Poc després va ser cridat a ocupar el càrrec de ministre Álvaro Alsogaray, un liberal que també havia estat ministre de Frondizi, aparentment per imposició militar. La seva política es va limitar a prendre mesures d'austeritat, baixant la despesa pública, impedint els augments de sous, i fins i tot postergant els pagaments als docents i empleats públics. El resultat d'aquesta política va ser l'esperat; la inflació es va mantenir controlada, mentre el creixement econòmic es frenava per complet (la producció industrial va perdre més d'un 25% respecte a l'últim any normal (1961) i la de béns durables va disminuir gairebé un 50%). Després d'aconseguir posposar el pagament d'interessos del deute extern, Alsogaray va ser obligat a renunciar. Un nou ministre d'Hisenda, José Alfredo Martínez de Hoz, va portar endavant una política econòmica similar, amb resultats també similars.

### AzulesiColorados
Els Azules (blaus) estaven d'acord amb permetre un accés limitat a alguns dirigents peronistes, per tal d'aconseguir la normalització institucional i al mateix temps combatre els grups d'extrema esquerra; els Colorados (colorits), per la seva banda, assimilaven el moviment peronista al comunisme, i advocaven per erradicar-lo completament. Cap el 1962, cada bàndol lluitava per aconseguir el control sobre el conjunt de les forces armades i, d'aquesta manera, estar en condicions d'exercir la tutela sobre el govern i establir el rumb que havia de seguir la política nacional.

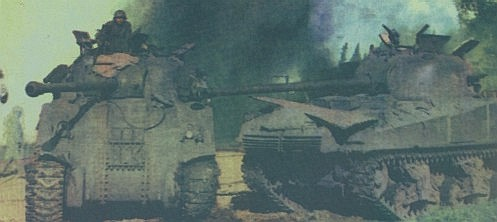
Dos tancs (un d'ells destruït) durant l'enfrontament entre Azules i Colorados

En una primera etapa, els encreuaments es van centrar en la recerca del suport dels sectors de menor rang de l'exèrcit. El sector Azul de l'Exèrcit, liderat pels generals de brigada Juan Carlos Onganía (Cap de Campo de Mayo), Pascual Pistarini (cap de Cavalleria) i Julio Rodolfo Alsogaray (cap de la 1a Divisió de Cavalleria Blindada) es va reunir amb Rodolfo Martínez, exministre de Defensa amic de Guido. Allà es va establir que els caps de la guarnició de Campo de Mayo elevarien una nota per la qual demanarien les renúncies dels caps colorados Lorio i Labayru, ja que les seves reincorporacions al servei actiu violaven terminantment els estatuts i lleis militars, ja que el pas al retir és «definitiu i irreversible». En cas de ser rebutjada la nota, Campo de Mayo es revoltaria en nom de la legalitat militar i constitucional del país, i bolcaria a l'opinió pública en contra dels colorados, que tenien lligat de peus i mans al president José María Guido.
El 17 de setembre de 1962 es va lliurar l'ultimàtum a Lorio. Aquest va disposar el relleu de tots els signants. Es va intentar arribar a un acord, però no n'hi va haver. S'havia arribat a un trencament definitiu. Al matí del 20 de setembre, Campo de Mayo es va revoltar i va mobilitzar a diversos efectius i tancs. Van ocupar dues estacions de ràdio i van començar a emetre comunicats a favor d'una restitució ràpida de la democràcia i disciplina a les Forces Armades, que van aconseguir el suport i gairebé tota la població civil.
El 21 de setembre d'aquest any, la Força Aèria va bombardejar una concentració colorada a San Antonio de Pàdua. Lorio va tractar d'aconseguir el suport de l'Armada Argentina per destituir Guido, però va fracassar; la marina de guerra, comandada per l'Almirall Agustín Penas, v romandre neutral durant la rebel·lió.
Tots dos bàndols es van enfrontar a la plaça Constitució i als parcs Chacabuco i Avellaneda. Cap al 22 de setembre els Colorados estaven encerclats, i la Força Aèria Argentina (comandada pel Brigadier General Cayo Alsina) es va plegar a favor dels Azules i va començar a bombardejar les posicions coloradas. Finalment, el comando colorado, liderat pel General de Brigada Juan Carlos Lorio, es va rendir i el president José María Guido va designar al General de Brigada Juan Carlos Onganía com a comandant en cap de l'exèrcit.
Anys després, el 28 de juny de 1966, el tinent general Pascual Pistarini, qui comptava amb el suport de Julio Alsogaray, va enderrocar al llavors president Arturo Umberto Illia, nomenant a Onganía com a president.

### La sortida electoral
L'objectiu central de l'administració de Guido era la realització d'eleccions per elegir el seu successor, amb l'expressa condició que el peronisme estigués completament prohibit. No es va limitar a això, sinó que va controlar la reorganització de tots els partits polítics, als quals el poder judicial els va designar interventors. A més, va modificar la llei electoral, utilitzant-se per primera vegada una representació proporcional, en lloc del sistema de 2/3 per al partit guanyador i 1/3 per al derrotat (que venia de la Llei Sáenz Peña).
La UCRI havia estat durament colpejada per l'enderrocament de Frondizi, que es considerava vetat per intentar la seva reelecció; l'influent Frigerio va ser expressament vetat pels militars (el consideraven un marxista) i els altres dirigents estaven enfrontats pels conflictes que s'havien succeït durant el govern de Frondizi, en particular els conflictes sobre el petroli i l'educació lliure. L'exgovernador de Buenos Aires, Óscar Alende, va prendre el control del partit, mentre els seguidors de Frondizi i Frigerio es van separar del mateix, formant el Movimiento de Integración y Desarrollo (Moviment d'Integració i Desenvolupament, MID). Alende va ser candidat de la UCRI, i al sector frondizista se li va impedir participar en les eleccions de 1963.
La UCRP tampoc havia sortit indemne de la crisi causada per les seves derrotes de 1958 i 1962; l'última l'havia relegat pràcticament a la insignificança. De manera que el seu president Balbín va preferir no encendre noves lluites entre sectors, compartint la conducció amb els moviments rivals, especialment amb la Línia Córdoba, dirigida en aquest moment per Arturo Illia. Aquest es va mostrar més decidit a intentar el triomf, i va ser proclamat candidat presidencial.
Les diferents corrents conservadores estaven dividides en aliances inestables, i van aconseguir a presentar una candidatura uniforme en la persona d'un desconegut dirigent de cognom Olmos. Els socialistes, dividits entre el Partit Socialista Democràtic (fortament antiperonista) i el Partit Socialista Argentí, es van presentar amb llistes separades. També el Partit Demòcrata Progressista i la Democràcia Cristiana van participar en les eleccions. Un cas particular va ser un grup conservador amb nucli al voltant del exdictador Aramburu, que va fundar la Unión del Pueblo Argentino (Unió del Poble Argentí, UDELPA); la premsa especialitzada el va considerar un candidat molt probable al triomf.
Les eleccions es van celebrar el 28 de juliol de 1963, i van donar el triomf a la UCR, consagrant president a Illia, que va assumir la presidència el 12 d'octubre. Aquest només havia aconseguit el 25% dels vots totals, seguit pel 21% de vots en blanc (presumiblement peronistes), un 16% per a la UCRI i un 14% per a la UDELPA.

## Acords respecte a l'Antàrtida

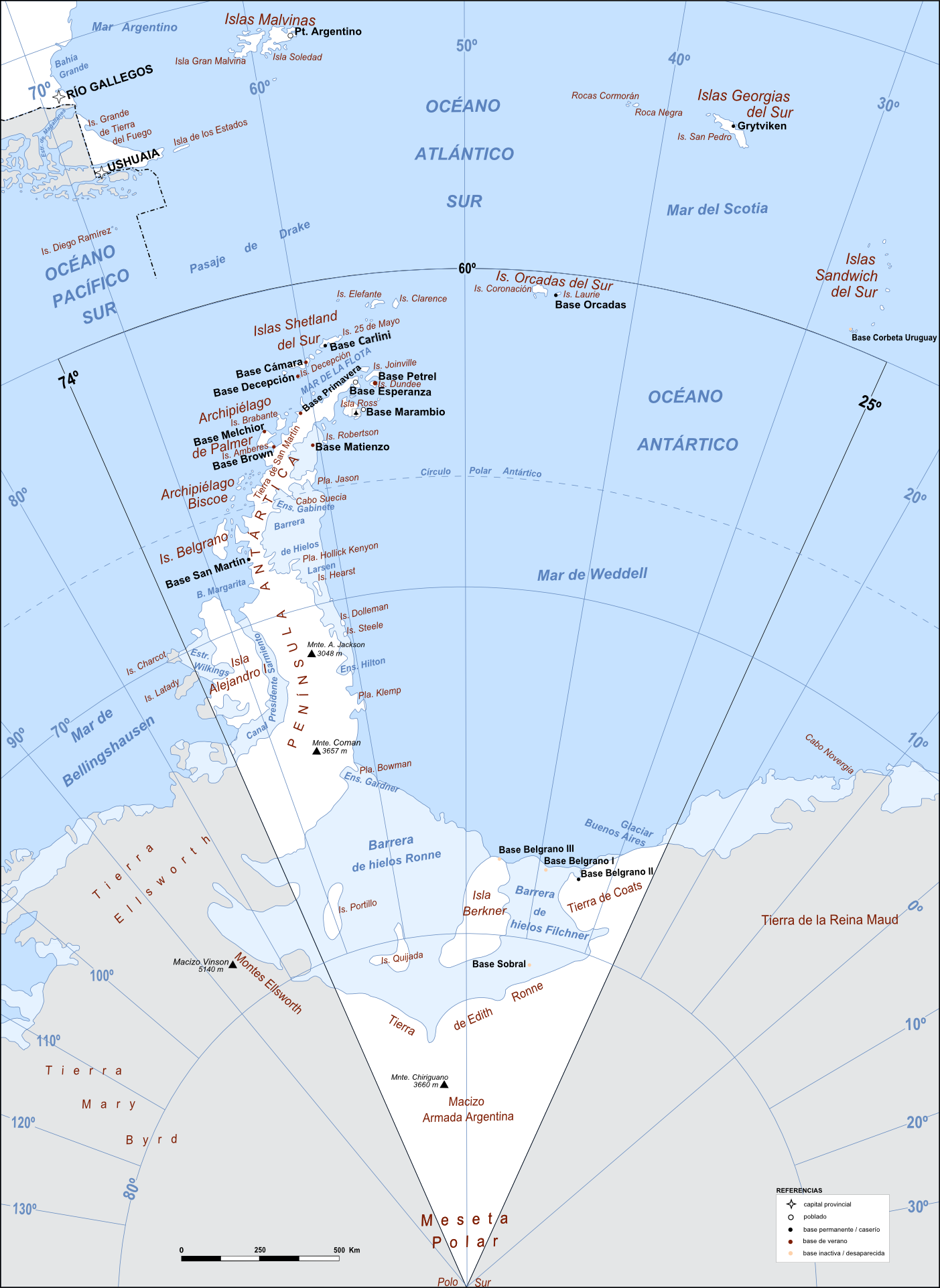
Mapa de l'Antàrtida Argentina

Després de ser reorganitzada la Comissió Nacional de l'Antàrtic per decret n° 8507 del 23 de març de 1946, es va disposar una sèrie de reunions entre diversos ministeris per dur endavant una política antàrtica a gran escala. A conseqüència d'aquestes reunions, el 2 de setembre de 1946 es va dictar el decret n° 8944 que va fixar nous límits per a l'Antàrtida Argentina entre els meridians 25° O i 74° O (el de l'extrem oriental de les illes Sandwich del Sud). Finalment, el decret-llei nº 2129 del 28 de febrer de 1957 va establir els límits definitius entre els meridians 25º O i 74º O i el paral·lel 60º S.
Xile i l'Argentina van signar el 4 de març de 1948 un mutu acord en la protecció i defensa jurídica dels seus drets territorials antàrtics, reconeixent-se mútuament:
El 25 de gener de 1948 es va instal·lar el Destacament Naval Decepción.
Entre el 12 i el 29 de febrer de 1948 (dates d'inici i arribada a Port Belgrano), una flota de guerra argentina amb 3000 homes a bord va visitar les Òrcades del Sud, la part nord de la península Antàrtica i les Shetland del Sud. Estava composta pels creuers ARA 25 de Mayo i ARA Almirante Brown, els torpediners ARA Misiones, ARA Entre Rios, ARA Santa Cruz, ARA San Luis, ARA Mendoza i ARA Cervantes. Com a recordatori d'aquest viatge. l'estret Bransfield va ser reanomenat com a «Mar de la Flota» en la toponímia argentina.
Per decret n° 9905 del 7 d'abril de 1948, es va establir la dependència política-administrativa del Sector Antàrtic Argentí del governador marítim del Territori nacional de la Terra del Foc. Pel decret n° 17040 del 9 de juny va ser creada la Divisió Antàrtida i Malvines sota dependència del Ministeri de Relacions Exteriors. La seva funció era entendre en tot el relacionat amb la defensa dels drets jurídics argentins sobre l'Antàrtida Argentina, les Malvines, Geòrgia del Sud i Sandwich del Sud.

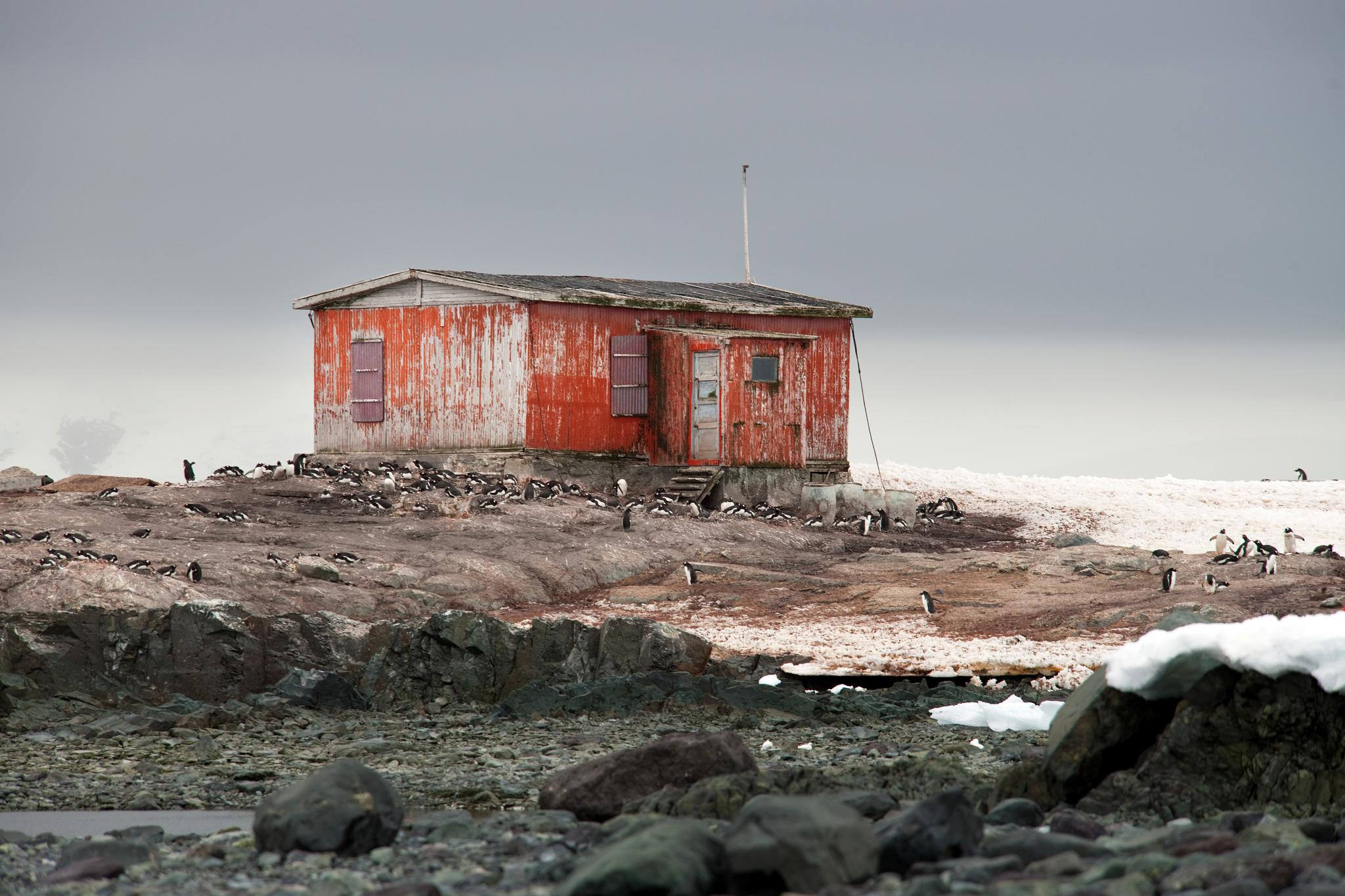
El Refugi Naval Groussac, instal·lat per l'Armada Argentina el 1955

El 1951 es va inaugurar la primera base continental argentina a l'Antàrtida, el Destacament Naval Almirante Brown. A l'any següent es va inaugurar el Destacament Naval Esperanza. Mentre es construïa aquesta última base a la badia Esperança, es va produir el primer tiroteig bèl·lic a l'Antàrtida el 1r de febrer de 1952, quan un equip de costa argentí, després de fer un advertiment, va disparar sobre els caps una ràfega de metralladora i va obligar a reembarcar a un equip civil del Falkland Islands Dependencies Survey, que descarregaven materials del vaixell John Biscoe amb la intenció de restablir-hi la base britànica «D», incendiada el 1948.
El 1952 i 1953, els governs dels estats de l'Argentina i Xile (llavors sent respectius presidents dels dos estats Juan Domingo Perón i Carlos Ibáñez del Campo) van acordar una entesa pel qual van coordinar accions contra les pretensions del Regne Unit de manera que les zones de «reclamacions translapades» (un triangle corb al sud del paral·lel 60° S i entre els meridians 53° O i 74° O i el Pol sud) entre els dos estats van quedar subjectes a la cooperació entre els dos estats i en la perspectiva d'una sobirania condominial, quedava confirmada una acció cooperativa de beneficis mutus entre els dos estats.
El 17 de gener de 1953 va ser inaugurat a la cala Balleneros el Refugi Teniente Lasala (una cabanya i una tenda de campanya) per personal del vaixell argentí ARA Chiriguano, quedant-se en ella un sergent i un caporal de l'Armada Argentina. El 15 de febrer, en l'incident de l'illa Decepció, van desembarcar trenta-dos Royal Marines de la fragata britànica HMS Snipe armats amb subfusells Sten, fusells i gas lacrimogen,capturant als dos mariners argentins. El refugi argentí i un proper refugi xilè deshabitat van ser destruïts i els mariners argentins van ser lliurats a un vaixell d'aquest país el 18 de febrer a les illes Geòrgies del Sud. Un destacament britànic va romandre tres mesos a l'illa mentre la fragata va patrullar les seves aigües fins a l'abril.
El 4 de maig de 1955, el Regne Unit va presentar dues demandes, contra l'Argentina i Xile respectivament, davant la Cort Internacional de Justícia perquè aquesta declarés la invalidesa de les reclamacions de sobirania dels dos països sobre àrees antàrtiques i subantàrtiques. El 15 de juliol de 1955, el govern xilè va rebutjar la jurisdicció de la Cort en aquest cas i el 1r d'agost ho va fer també el Govern argentí, de manera que el 16 de març de a 1956 les demandes van ser arxivades.

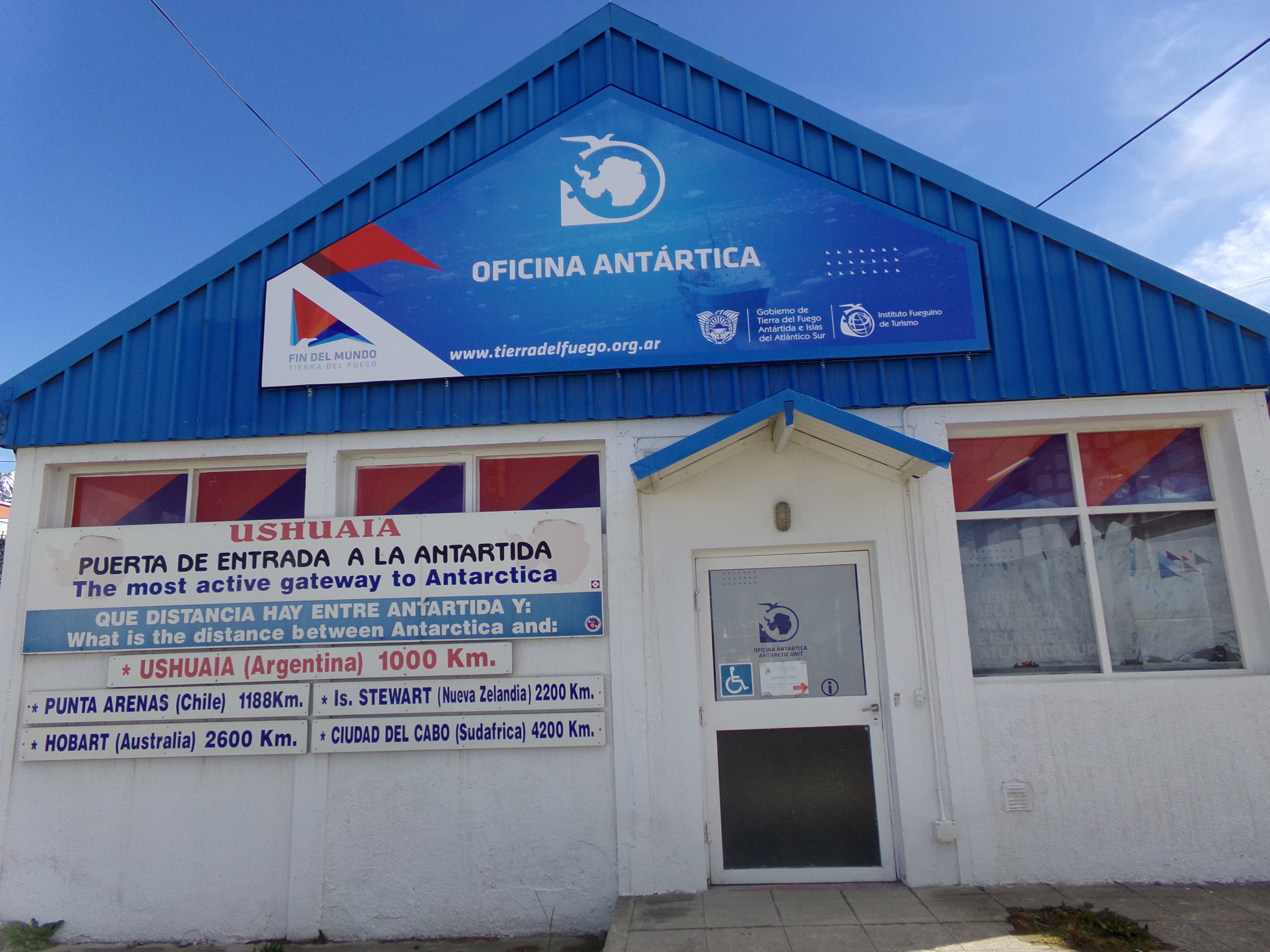
Oficina antàrtica d'Ushuaia

A la dècada del 1960, Argentina, amb la seva flota, va ser pionera en la realització de creuers turístics ecològics a l'Antàrtida, creuers realitzats amb navilis de l'empresa estatal argentina ELMA (Empresa Líneas Marítimas Argentinas), mentre que, gairebé al mateix temps, l'empresa estatal argentina Aerolíneas Argentinas inaugurava els vols de passatgers transpolars transantàrtics que unien Ushuaia amb Sydney, fent escala a la base antàrtica argentina Marambio, també a mitjans de la dècada del 1960. Durant la primera meitat de la dècada del 1970, Argentina va llançar coets des de les seves bases antàrtiques, com coets de la sèrie Castor (dissenyats i íntegrament construïts a l'Argentina), que posseïen instrumental meteorològic i, especialment, sensors de radiacions (Vegeu: Operació Matienzo).
El primer humà nascut al continent antàrtic, l'argentí Emilio Marcos Palma, ho va fer a la Base Esperanza, dins el territori reivindicat per l'Argentina.
El 1r de desembre de 1959 va ser signat el Tractat Antàrtic per l'Argentina, Austràlia, Bèlgica, Xile, França, Japó, Nova Zelanda, Noruega, Sud-àfrica, Unió de Repúbliques Socialistes Soviètiques, Regne Unit de Gran Bretanya i Irlanda del Nord i els Estats Units d'Amèrica, entrant en vigor el 23 de juny de 1961.
En el seu article 1 declara: 
I en el seu article 4: 

## Balanç del període
L'Argentina de 1963 era molt diferent de la de 1943; el país de vocació agroramadera i liberal, que només per qüestions conjunturals (i per algunes iniciatives del partit radical) havia admès un mínim grau d'industrialització i alguna ingerència de l'Estat en la regulació de l'economia, s'havia transformat en un país llançat a una vigorosa industrialització i l'Estat era més actiu que mai abans. La participació de l'agricultura i la ramaderia en el PIB havia disminuït sensiblement, encara que constituïen l'enorme majoria de les exportacions; la substitució d'importacions no havia donat pas a l'exportació de béns manufacturats.
La població es concentrava cada vegada més a les grans ciutats: el Gran Buenos Aires havia augmentat de 4,7 milions d'habitants a 6,7 milions entre els censos de 1947 i de 1960, passant del 29,7% al 33,7% de la població del país; el creixement de la ciutat de Rosario va ser similar, i el de la ciutat de Córdoba va ser encara més gran. El percentatge de la població urbana havia augmentat del 62% al 72% en el breu espai intercensal de 13 anys.
Davant de l'ampli predomini de les idees liberals i lliurecanvistes al iniciar-se el període, només qüestionades per una exigua (encara sorollosa) minoria nacionalista, a mitjans de la dècada del 60 predominaven idees proteccionistes i desenvolupistes, i s'obrien ràpidament pas idees clarament d'esquerra.
La cultura elitista d'èpoques passades havia donat pas a una «cultura de masses», centrada en els espectacles i en els mitjans de comunicació més que en la intimitat dels llibres i la relativa dels museus. El cinema, la televisió i els espectacles esportius es van beneficiar d'un augment explosiu d'espectadors. Els artistes van abandonar les postures elitistes i tota pretensió conservadora, i l'Institut Di Tella es va convertir en el símbol i avantguarda d'un art destinat a trencar les estructures prèvies en tot sentit.
Paral·lelament, la intolerància política va assolir nivells inusitats durant el període, donant lloc a episodis de violència cada vegada més generalitzats; als abusos del peronisme va seguir la violència antiperonista, que va assolir nivells insòlits en el bombardeig de Plaça de Mayo, a la destrucció de la revolució Alliberadora i els afusellaments de juny de 1956. A aquesta violència va respondre el peronisme amb nous brots de violència, que fins a l'any 1960 es van limitar a ser simbòlics i dirigits sobre les persones; però a partir de mitjans del govern d'Arturo Frondizi va aparèixer definitivament el fenomen del terrorisme i els primers intents d'insurrecció guerrillera. El violent enfrontament entre Azules i Colorados seria un dels últims episodis de violència entre sectors de les Forces Armades, però la societat començava a acostumar-se a que cada grup respongués als actes de violència aliens amb una violència més gran, ja que tots els grups armats (molt especialment les Forces Armades) rebutgessin assolir els seus objectius polítics per mitjà de la negociació i la convivència democràtica, buscant imposar-se per mitjà de la violència. L'espiral de la violència recentment estava començant el seu camí.
No obstant això, la pau i la democràcia encara conservaven algunes esperances; les eleccions de 1963 van ser les últimes en les quals el peronisme (o qualsevol altre partit amb possibilitats de triomf) va estar proscripte, de manera que amb elles es va tancar el cicle de més virulent enfrontament entre peronistes i antiperonistes.